# Operatie Market Garden
Operatie Market Garden was een geallieerd offensief gericht tegen nazi-Duitsland in september 1944, tegen het einde van de Tweede Wereldoorlog. De operatie, gekenmerkt door een ruime inzet van luchtlandingstroepen om strategische bruggen op Nederlands grondgebied te veroveren, was uiteindelijk een mislukking doordat de cruciale brug bij Arnhem niet kon worden behouden.
De Britse veldmaarschalk Bernard Montgomery pleitte er tijdens de opmars vanuit Normandië, waar de geallieerden op D-day in het bezette Frankrijk geland waren, voor om het hele Duitse hoofdfront, dat hij al verslagen achtte, van het noorden uit te omvatten door de rivieren Maas, Waal en Nederrijn in Nederland te overschrijden. Na enige twijfel ging opperbevelhebber generaal Dwight D. Eisenhower, op 10 september akkoord met dit gewaagde plan.
Market Garden bestond uit een grootschalige luchtlandingsoperatie (codenaam Market) en een grondoffensief vanuit België (codenaam Garden). Britse, Poolse en Amerikaanse luchtlandingstroepen zouden belangrijke bruggen over Nederlandse rivieren nemen, waarna grondtroepen over deze bruggen snel zouden kunnen doorstoten naar het IJsselmeer. Dat zou de Duitse troepen in het westen van Nederland afsnijden waarna men naar het oosten zou oprukken tot in het Ruhrgebied, het industriële hart van Duitsland. Zo werd de gevreesde Westwall, de fortificatiegordel tussen Frankrijk en Duitsland, omzeild.
Het plan was zeer ambitieus en een snelle uitvoering was wezenlijk voor succes. Het Britse 30e Legerkorps (XXXe), onder leiding van luitenant-generaal Brian Horrocks, moest oprukken vanuit het noorden van België en binnen drie dagen Arnhem bereiken, waarbij alle tussengelegen bruggen onbeschadigd in geallieerde handen moesten vallen. De Amerikaanse 101e Luchtlandingsdivisie, onder leiding van generaal-majoor Maxwell D. Taylor, had de taak de bruggen tussen Eindhoven en Veghel veilig te stellen. De andere Amerikaanse luchtlandingsdivisie, de 82e Luchtlandingsdivisie onder leiding van brigade-generaal James Gavin, kreeg de opdracht om de bruggen tussen Grave en Nijmegen te veroveren. De Britse 1e Luchtlandingsdivisie, onder leiding van generaal-majoor Roy Urquhart, moest de bruggen over de Nederrijn bij Arnhem innemen. De Poolse 1e Onafhankelijke Parachutistenbrigade, onder leiding van generaal-majoor Stanisław Sosabowski, ondersteunde uiteindelijk de Britten bij Oosterbeek vanaf de zuidoever van de Nederrijn.
Op 17 september verliepen de eerste luchtlandingen op zich zonder veel problemen. Meteen was er echter een aantal tegenslagen. De Britse landingszone lag ver ten westen van Arnhem en maar één bataljon bereikte de brug. De Amerikanen, landend bij Groesbeek, lieten na om direct de brug bij Nijmegen te veroveren. De brug bij Son werd door de Duitsers opgeblazen. Het XXXe Legerkorps pauzeerde in de avond bij Valkenswaard. Pas in de ochtend van 19 september was een nieuwe brug geslagen bij Son. Meteen rukte een Britse tankdivisie op naar Nijmegen, maar daar bleek de brug nog steeds niet veroverd. Dezelfde dag poogden de Britten, versterkt door nieuwe landingen, langs de rivier naar de brug van Arnhem door te breken maar werden vernietigend teruggeslagen door een samenraapsel van kleine Duitse eenheden. De landingszones gingen verloren en de restanten van de 1e Luchtlandingsdivisie verschansten zich in Oosterbeek. Op 20 september staken de Amerikanen op bootjes de Waal over en werd de brug van Nijmegen veroverd. Het bleek al te laat: die dag moest het omsingelde bataljon in Arnhem de brug weer opgeven. Op 21 september landde de Poolse brigade te Driel maar de hoop Oosterbeek als een alternatief bruggenhoofd over de Nederrijn te gebruiken bleek niet reëel. De Britten daar stonden op instorten en de aanvoer via de corridor werd steeds door Duitse flankaanvallen verstoord. Op 24 september werd de operatie afgeblazen en tijdens de nacht van 25 op 26 september werden de laatste tweeduizend man uit Oosterbeek over de rivier geëvacueerd.
Vanwege Operatie Market Garden werd door Montgomery nagelaten om Zeeland snel te bezetten waardoor in de moeizame Slag om de Schelde de toegang naar de wezenlijke aanvoerhaven Antwerpen veiliggesteld moest worden. De Duitsers kregen zo de tijd de Slag om de Ardennen voor te bereiden. Uiteindelijk leidde de mislukking dus tot een vertraging van een half jaar voor de geallieerde opmars in het westen. Het noorden en westen van Nederland werden in 1944 niet bevrijd en zouden lijden onder de hongerwinter.

## Achtergronden

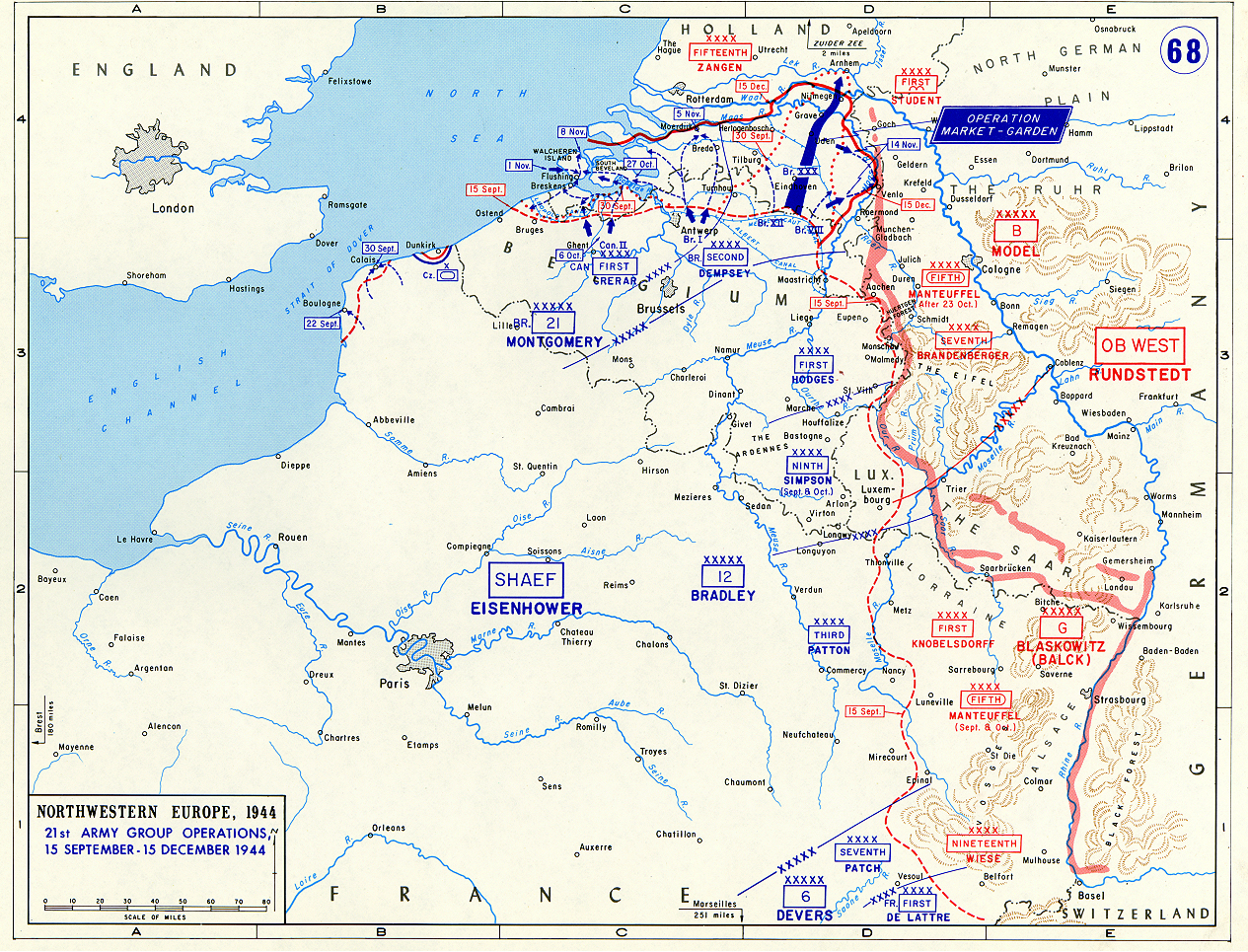
De veranderingen in de frontposities in de tweede helft van september 1944

### Verdeeldheid over de geallieerde strategie
Bij de geallieerde overwinning in de Slag om Normandië was eind augustus een groot deel van het westfront van het Duitse leger vernietigd. De Duitse verdediging stortte in elkaar en pantsereenheden van het Britse leger maakten daar gebruik van door bliksemsnel naar het noorden door te stoten. Op 3 september nam men Brussel in, vrijwel zonder tegenstand en na een opmars van 110 kilometer op één dag, om op 4 september Antwerpen te bevrijdden; dit lukte nog vóór de bezetter kans had de havenfaciliteiten te vernietigen.
Begin september naderde de Britse 21e Legergroep, onder leiding van veldmaarschalk Bernard Montgomery, aldus de Belgisch-Nederlandse grens, terwijl generaal Omar Bradley met zijn Amerikaanse 12e Legergroep ten zuiden van de Ardennen niet ver meer van de Duitse grens was verwijderd. De opmars begon vaart te verliezen doordat alle munitie, brandstof en andere legervoorraden nog altijd vanuit Normandië moesten worden aangevoerd. De aanvoer is, voor een gegeven vervoerscapaciteit, omgekeerd evenredig aan de lengte van de aanvoerroute. Bovendien nam, vooral in het zuiden, de Duitse tegenstand stevig toe nu de geallieerden Duitsland zelf naderden.
Montgomery wilde na het Ruhrgebied te hebben genomen in één keer doorstoten naar Berlijn. Generaal George Patton van het Amerikaanse 3e Leger wilde daarentegen een snelle doorbraak forceren in het Saarland, de klassieke opmarsroute naar Duitsland. Beide bevelhebbers waren het erover eens dat men de vluchtende Duitsers niet de tijd mocht gunnen om zich te herstellen.
Opperbevelhebber Dwight D. Eisenhower was echter een andere mening toegedaan. Hij vond het te riskant om alles te wagen voor één grote doorstoot en wilde langzamer over een breed front oprukken. Eisenhower geloofde dat het dan ondanks de logistieke problemen mogelijk was om generaal Patton van voldoende materieel te voorzien, zonder daarbij te korten op de bevoorrading van Montgomery.
Op 2 september, tijdens een bespreking met de Amerikaanse commandanten Bradley, Patton en Hodges, verklaarde Eisenhower dat hij zowel in het noorden met Montgomery als in het zuiden met Patton wilde oprukken. Eisenhower ging ervan uit dat de Duitsers hun versterkingen concentreerden rondom het Ruhrgebied en Saarland. Hieraan moest dan ook de kracht van de geallieerde legers worden aangepast. Zo werd Patton versterkt met een extra legerkorps. Het zwaartepunt van de geallieerden bleef echter, zoals op 23 augustus afgesproken, voorlopig nog in het noorden liggen. 
Terwijl ieder per dag zo'n tienduizend ton nodig had, kreeg Montgomery er 7500, Hodges vijfduizend en Patton 2500. Gezien de penibele bevoorradingssituatie, verwachtte Eisenhower dat op korte termijn het punt zou aanbreken waarop de geallieerde aanvallen noodgedwongen zouden stagneren en het initiatief uit handen werd gegeven. Voor dit punt bereikt was, wilde hij echter over een zo breed mogelijk front posities innemen die nadat de troepen opnieuw waren bevoorraad een succesvolle eindstrijd garandeerden. Dit hield in dat hij in ieder geval een doorbraak wilde forceren van de Westwall en een aantal bruggenhoofden over de Rijn wilde vormen. Daarboven hoopte hij op de verovering van zowel het Ruhrgebied als het Saarland.
Naast het bevoorradingsprobleem was er een communicatieprobleem tussen de geallieerde commandanten. Door de snelle opmars waren de hoofdkwartieren over heel het veroverde gebied verspreid. Eisenhower zat zelfs nog in Granville aan de Normandische kust. Hij was begin september een week uitgeschakeld omdat hij zijn knie geforceerd had tijdens een noodlanding.

### Montgomery stelt luchtlandingen voor

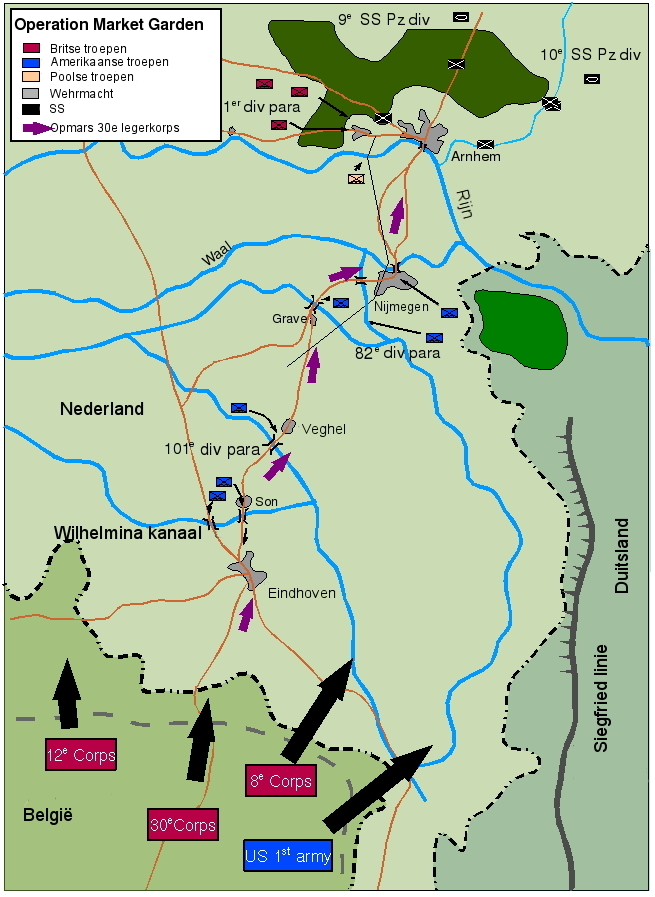
Schets van het opmarsplan via de bruggen over de rivieren Maas, Waal en Rijn

Montgomery, van wie het operationeel bevel over alle geallieerde grondtroepen eind augustus was afgenomen en die ter compensatie door Winston Churchill tot veldmaarschalk was bevorderd, was er heilig van overtuigd dat zijn plan, een doorstoot naar het Ruhrgebied en Berlijn, de oorlog nog voor Kerstmis kon beëindigen. 
Op 3 september beval hij het 1st Allied Airborne Army plannen te gaan uitwerken voor luchtlandingen bij de bruggen van Arnhem en Wezel. Dat werd Operatie Comet genoemd, uit te voeren op de ochtend van 7 september. Hierbij ging men ervan uit dat de frontlijn ondertussen nog flink zou opschuiven. Al verschillende malen waren luchtlandingen afgeblazen omdat de grondtroepen de doelen ervan al hadden ingenomen. Tegelijkertijd met een aanval op Arnhem overwoog men luchtlandingen op Walcheren om de Scheldedoorgang te verzekeren en rond Keulen om de Westwall te breken. 
Tegen 7 september was duidelijk geworden dat de Duitse verdediging aan het Albertkanaal zich aan het consolideren was. Montgomery besloot Wezel op te geven en de actie te concentreren op Arnhem, door de Britten te veroveren, en Nijmegen, door de Polen in te nemen. Toen de Polen twijfel uitten over de haalbaarheid werd het plan uitgebreid met twee Amerikaanse luchtlandingsdivisies om de hele route tussen België en Nijmegen te beveiligen.
Op 9 september werd het plan Market-Garden genoemd naar de twee onderdelen ervan. De bewering van Frederick Browning dat hij bij die gelegenheid Montgomery zou hebben gewaarschuwd met de woorden "But I think we might be going a bridge too far", schijnt onjuist te zijn, want beide mannen ontmoetten elkaar die dag niet.

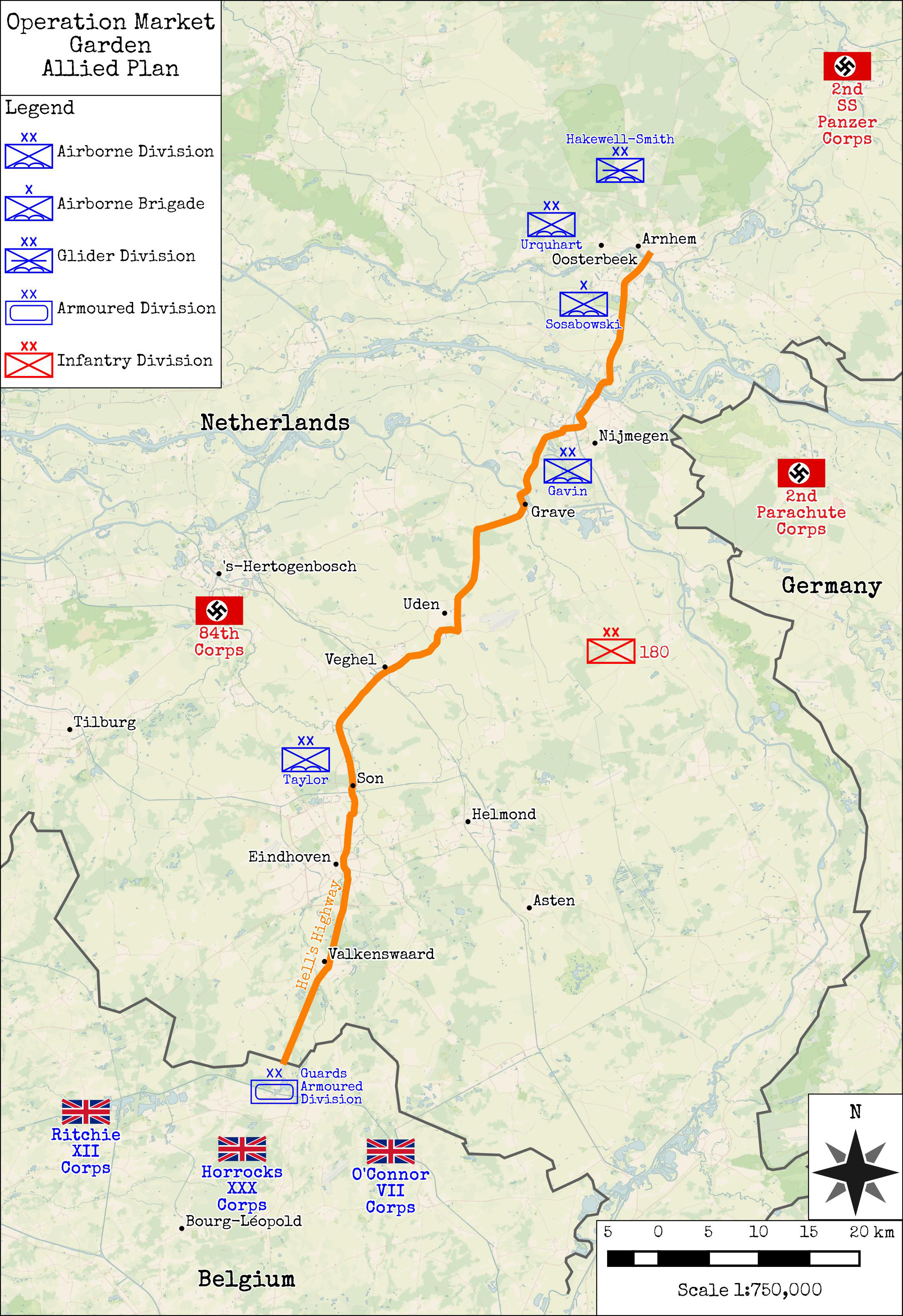
Een detailkaart van de route

Op het vliegveld in Evere bij Brussel had Montgomery in de middag van 10 september 1944 een persoonlijk onderhoud met Eisenhower. Een dag eerder hadden de eerste V2-raketten Londen getroffen. Montgomery had nu een motief extra om West-Nederland, vanwaar de V-2's gelanceerd werden, van alle aanvoer af te snijden.
Het gesprek vond plaats in Eisenhowers vliegtuig daar deze wegens zijn knie de trap niet kon afdalen. Montgomery begon met hevige verwijten te uiten dat door Eisenhowers "klote orders" zijn bevoorrading tekortschoot. Nadat Eisenhower de Brit tot kalmte had gemaand, verklaarde deze zijn frustratie uit de hoop Berlijn binnen een paar maanden te bereiken, mits alle bevoorrading op zijn 21e Legergroep werd geconcentreerd.
Eisenhower wees erop dat de voorste Britse troepen met luchttransport moesten worden bevoorraad, wat slechts vijfhonderd ton per dag beschikbaar stelde. Het was onzinnig op zo'n zwakke logistieke basis met een hele legergroep op de Noord-Duitse laagvlakte te willen opereren. Eerst moesten de waterwegen naar de haven van Antwerpen vrijgemaakt worden. Hiermee zouden de aanvoerproblemen grotendeels worden opgelost. 
Na een dramatische, en onjuiste, melding dat Londen wegens de V2-aanvallen op het punt stond geëvacueerd te worden, presenteerde Montgomery in het kort zijn luchtlandingsplan: het omtrekken van de Westwall door het Britse 2e Leger via de door luchtlandingstroepen te nemen bruggen over de Maas en de Nederrijn zodat West-Nederland kon worden afgesloten en het Ruhrgebied aangevallen. 
Eisenhower maakte er geen bezwaar tegen. Het beantwoordde aan zijn algemene streven dat men een bruggenhoofd over de Rijn sloeg. Hij gaf Montgomery de opdracht zijn offensief zo snel mogelijk uit te voeren. Eisenhower zei nadrukkelijk dat het beslist niet zijn bedoeling was dat Montgomery na het slagen van de operatie direct zou doorstoten naar Berlijn. De Amerikaan gaf het vrijmaken van de haven naar Antwerpen prioriteit. Onvoldoende besefte hij dat het plan de aanval in Zeeland zou vertragen en dat Patton zijn opmars naar het Saarland wegens de slechte bevoorrading niet zou kunnen voortzetten, nu al het luchttransport voor Market-Garden zou worden ingezet.
In de avond van 10 september stelden hoge Britse officieren een concreet tijdschema voor de operatie vast, die men wilde beginnen op 14, 15 of 16 september. Besloten werd overdag te landen wegens het gevaar van nachtjagers, hoewel dit de vliegtuigen kwetsbaar zou maken voor luchtafweervuur. Pas toen bleek, dat door de grote afstand van de bases in Engeland, de transportvliegtuigen slechts één enkel vrachtzweefvliegtuig per keer konden slepen zodat een tweede dag nodig zou zijn om de landingen te voltooien, een grote tegenvaller.
Op 11 september werden de lagere luchtmacht- en divisiecommandanten in de planning betrokken. Toen werden keuzes gemaakt die een beslissende invloed zouden hebben op het verloop van de slag. De 101e Luchtlandingsdivisie moest zeven bruggen veroveren in Noord-Brabant, maar besloot slechts drie landingszones te gebruiken, uit vrees anders te veel verspreid te raken. 
Bij Arnhem en Nijmegen lag het voor de hand op de open polders in de Betuwe direct ten zuiden en noorden van de verkeersbruggen te landen, maar het Troop Carrier Command van de luchtmacht verbood dit wegens de hoge concentraties luchtafweergeschut. In plaats daarvan werden heidevelden op ruime afstand van de bruggen uitgekozen wat de troepen zou dwingen zich dwars door stedelijk gebied heen te vechten, waarbij het verrassingseffect verloren zou gaan. Een serieuze analyse van de terreinomstandigheden en de vijandelijke capaciteiten ontbrak en ook werd het probleem genegeerd dat de Duitsers simpelweg de brug van Nijmegen konden opblazen om de Britten bij Arnhem te isoleren. Het plan had zo alleen kans van slagen als de Duitsers geen tegenstand van betekenis zouden bieden.
Diezelfde dag eiste Montgomery van Eisenhower vijfhonderd ton bevoorrading per dag extra, anders zou hij de landingen uitstellen tot 23 september. Met tegenzin gaf Eisenhower toe, hoewel dat drie Amerikaanse korpsen bij het Saarland van alle brandstofvoorziening beroofde. Montgomery gaf toen aan de operaties op 17 september te zullen uitvoeren.
Toen Bradley, bevelhebber van de zuidelijke 12e Legergroep, waar tevens het 3e Leger van Patton onder viel, kennis nam van het plan, maakte hij onmiddellijk bezwaar. Hij zei tegen Eisenhower dat het op zijn best een onhoudbare saillant in Noord-Duitsland zou scheppen. Eisenhower gaf aan het een verantwoorde gok te vinden. Het plan zou doorgang vinden.

## Plan voor Market Garden

### Operatie Market

Kenteken van het Eerste Geallieerde Luchtlandingsleger

Operatie Market was de codenaam van het luchtlandingsplan. In Groot-Brittannië was op 2 augustus het Eerste Geallieerde Luchtlandingsleger gevormd, onder bevel van de Amerikaanse luitenant-generaal Lewis H. Brereton. Een belangrijk deel van de geallieerde strijdmacht in het westen was in de ruim zes luchtlandingsdivisies geconcentreerd en dat leidde tot grote druk deze dure elitetroepen ook daadwerkelijk in te zetten. 
Drie geallieerde luchtlandingsdivisies zouden worden afgeworpen rond de Nederlandse steden Eindhoven, Arnhem en Nijmegen en de weg vrijmaken voor het 30e Legerkorps dat uit het zuiden zou oprukken. De operatie zou worden voorafgegaan door bombardementen om het Duitse luchtdoelgeschut en de vliegvelden in het zuiden van Nederland uit te schakelen.

#### Eindhoven
De Amerikaanse 101e Luchtlandingsdivisie, bijgenaamd de Screaming Eagles, onder bevel van generaal-majoor Maxwell D. Taylor, zou in het gebied rond Eindhoven worden gedropt. Er waren droppingzones in Best, Son, Sint-Oedenrode en Veghel. 
De divisie moest de bruggen over de rivier de Aa en Zuid-Willemsvaart bij Veghel, de brug over de Dommel bij Sint Oedenrode en de brug over het Wilhelminakanaal bij Son innemen. Vervolgens moesten de manschappen oprukken in de richting van Eindhoven en contact maken met de oprukkende grondtroepen van het 30e Legerkorps.

#### Nijmegen
De Amerikaanse 82e Luchtlandingsdivisie, bijgenaamd All American, onder bevel van (toen nog) brigadegeneraal James Gavin, kreeg het gebied rond Nijmegen toegewezen. De droppingzones bevonden zich bij Groesbeek, Overasselt en Grave. Deze divisie had de taak om het hogere terrein rondom Groesbeek te bezetten en de bruggen over de Waal bij Nijmegen, over de Maas bij Grave en ten minste één brug over het Maas-Waalkanaal in te nemen.
De inname van de Waalbrug bij Nijmegen kreeg hierbij de laagste prioriteit, waardoor deze pas na enkele dagen van zware gevechten werd ingenomen. Het hoge terrein bij Groesbeek had een groot zelfstandig strategisch belang omdat het het Reichswald domineerde, een alternatieve route om de noordpunt van de Westwall heen. Browning, commandant van het 1e Luchtlandingskorps, zou met zijn hoofdkwartier ook bij Groesbeek landen.

#### Arnhem
De Britse 1e Luchtlandingsdivisie, onder bevel van generaal-majoor Roy Urquhart, zou landen nabij Arnhem. Er waren droppingzones in Wolfheze, Oosterbeek en Ede. Deze divisie moest de verkeersbrug in Arnhem veroveren en deze minstens 48 uur bezet houden, totdat er versterking zou komen vanuit het zuiden. Deze divisie zou steun krijgen van de Poolse 1e Onafhankelijke Parachutistenbrigade, onder bevel van generaal-majoor Stanisław Sosabowski die later moest worden gedropt ten zuiden van de verkeersbrug. Als contact gemaakt was met de grondtroepen zouden die op de Veluwe het Vliegveld Deelen veroveren waarna daar de 52nd Airlanding Division zou afgezet worden.

### Operatie Garden

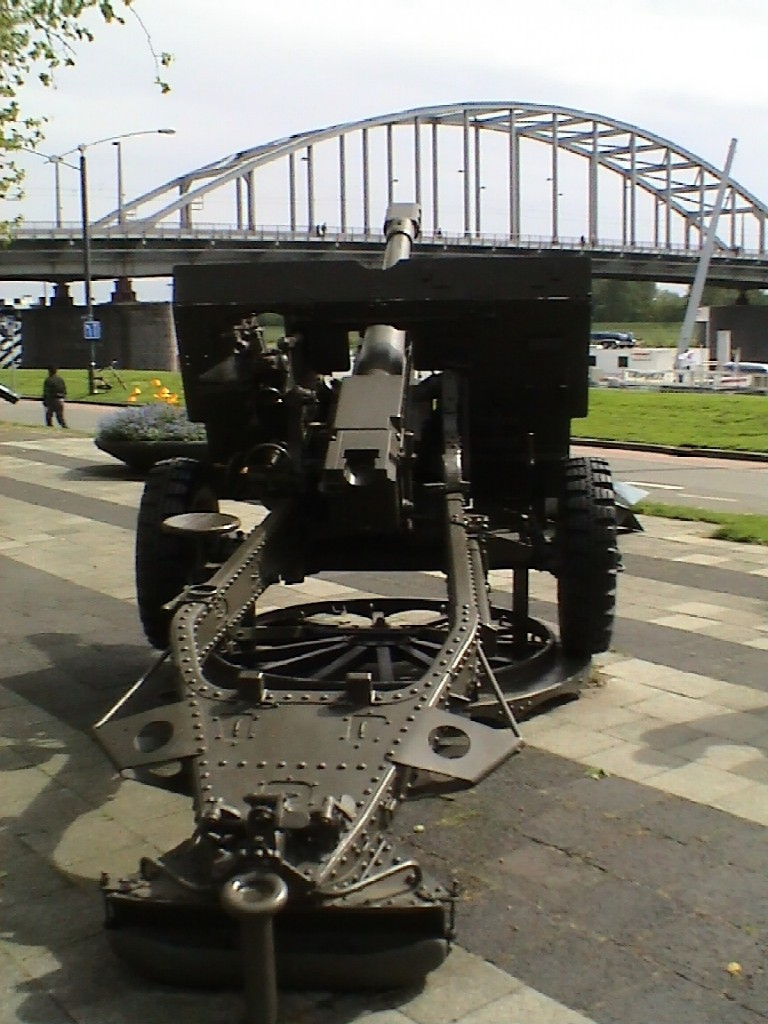
25-ponder geschut als monument bij de John Frostbrug

Het Britse 30e Legerkorps ofwel XXXth Army Corps, onder leiding van luitenant-generaal Brian Horrocks was opgesteld nabij Leopoldsburg. De voorhoede daarvan bestond uit de Guards Armoured Division, bij weerstand te ondersteunen door de 43rd Wessex Infantry Division. 
Als achterhoede fungeerde de 50th Northhumberland Infantry Division. Ten slotte volgden nog de Britse 8e Pantserbrigade en de Nederlandse Prinses Irene Brigade. De Guards Armoured Division had op 16 september een sterkte van 276 tanks: 175 Shermans waaronder zevenendertig "Firefly's", veertig Stuarts, achtenvijftig Cromwells en drie Challengers.
Het korps moest via Joe's Bridge te Lommel uit het bruggenhoofd over het Maas-Scheldekanaal breken en oprukken over de door de luchtlandingstroepen vrijgemaakte route, over de as Eindhoven, Sint-Oedenrode, Veghel, Uden, Grave, Nijmegen en Arnhem. Op de eerste dag om 17:00 zou dit korps Eindhoven moeten hebben bereikt, Veghel om 00:00, op de tweede dag Grave om 12:00, Nijmegen om 18:00 en op de derde dag Arnhem om 15:00. Van daaruit moest het korps doorstoten naar het IJsselmeer, de zone rond Nunspeet, om de Duitse troepen in West-Nederland af te snijden, waarna bij Doesburg, Zutphen en Deventer door de 43rd Wessex Infantry Division bruggenhoofden over de IJssel moesten worden geslagen, waarna men direct kon doorstoten naar het Ruhrgebied.
Het 30e Legerkorps telde ruim 50.000 manschappen en ongeveer 22.000 voertuigen. Dit alles moest tot aan Arnhem over slechts één weg worden verplaatst. De grondoperatie was dus zeer kwetsbaar voor flankaanvallen. Om de kwetsbaarheid ietwat te verminderen, werden nog twee legerkorpsen ingezet, om de flanken te beveiligen. Het Britse 8e Legerkorps dekte de rechterflank, terwijl de linkerflank werd beschermd door het Britse 12e Legerkorps. Dit zouden ze moeten doen door het doorbraakpunt zoveel mogelijk te verbreden.

## Duitse wanorde en herstel, begin september 1944

### Dolle Dinsdag
Toen de geallieerden België binnen enkele dagen hadden veroverd, leek het slechts een kwestie van tijd dat ook Nederland werd bevrijd. Minister-president Gerbrandy maakte bekend dat de geallieerde troepen de Nederlandse grens waren gepasseerd. Op 4 september meldde de BBC zelfs dat Breda al was bevrijd. In heel Nederland ontstond een vrolijke stemming. De geruchten varieerden per stad. In Rotterdam werd verteld dat de Canadese troepen al bij de Moerdijk waren, terwijl in Amsterdam al de ronde ging dat Rotterdam en Den Haag waren bevrijd.
De Duitse Rijkscommissaris, Arthur Seyss-Inquart, had op 2 september 1944 het bevel gegeven dat alle Duitse burgers in Nederland naar het oosten van het land moesten worden geëvacueerd. Zodra het nodig was, konden ze naar Duitsland ontsnappen. Zelf betrok Seyss-Inquart een bunker in Apeldoorn. Anton Mussert, leider van de Nationaal-Socialistische Beweging (NSB), gaf zijn partijleden de raad om ook naar het oosten te vluchten.
In eerste instantie verliep de Duitse evacuatie vrij ordelijk en rustig, maar na de Val van Antwerpen op 4 september en een proclamatie van de koningin vanuit Groot-Brittannië ontstond er grote paniek. Grote aantallen NSB’ers verzamelden zich op de stations om naar het oosten van het land of zelfs naar Duitsland te vluchten. Duitse soldaten deserteerden en vluchtten eveneens naar het oosten en/of Duitsland.
De Nederlanders kregen steeds meer het gevoel dat het einde van de oorlog nabij was. In het zuiden van het land had men dagenlang kanongebulder gehoord en iedereen was aan het wachten op de eerste geallieerde troepen. Diverse oranje lintjes en Nederlandse vlaggen werden uitgehangen, maar de troepen kwamen maar niet. Al snel besefte het verzet dat Breda helemaal niet was bevrijd en dat de Britten niet eens de grens waren gepasseerd. Ze begonnen zich ongerust te maken en hoopten dat de geallieerden snel aanvielen, nu de Duitsers in chaos verkeerden.

### Duitse orde hersteld

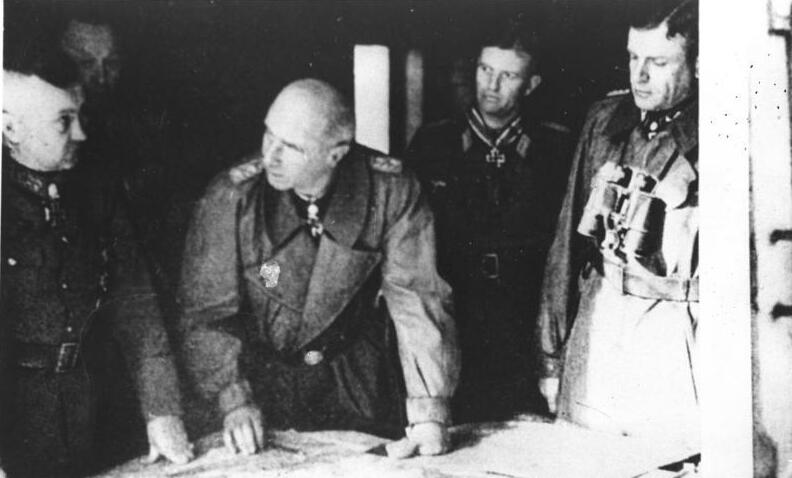
Walter Model, links, Wilhelm Bittrich, midden, en Kurt Student, linksachter, houden krijgsberaad tijdens de Slag om Arnhem

Op 4 september 1944 onthief Hitler veldmaarschalk Walter Model van het tijdelijk opperbevel in het westen, en verving hem door Gerd von Rundstedt. Model bleef bevelhebber van Heeresgruppe B. Hij was ongelukkig geweest met beide posities omdat hij zichzelf geen geschikte opperbevelhebber vond. Hij had een hekel aan alle administratieve zaken die erbij kwamen kijken: het liefste was hij bij zijn troepen aan het front.
Model zag zich geconfronteerd met een zeer problematische strategische situatie. Zijn legergroep was door de geallieerden in tweeën gesneden. Het 15e Leger, onder leiding van Gustav-Adolf von Zangen, bevond zich na een terugtocht van de kust nog ten zuiden van de Westerschelde en probeerde via Walcheren en Zuid-Beveland naar Noord-Brabant te ontkomen. Het 7e Leger was door de Amerikaanse troepen teruggeslagen naar Aken en Maastricht. Tussen beide legers bevond zich een gat van ruim 120 kilometer. Hier bevonden zich nauwelijks nog functionerende gevechtseenheden, alleen horden Duitse soldaten die naar het noorden en oosten van Nederland probeerden te vluchten. Model was bang dat het Britse 2e Leger, dat aan de Nederlandse grens stond, in dit gat dook. Niets had de Britten op 4 september kunnen weerhouden heel het gebied tot de Maas te bezetten. Model, die faam had gemaakt met geïmproviseerde verdedigingen aan het oostfront, had de zware taak om de wanordelijke vlucht tot staan te brengen. Hij liet een dagorder uit gaan, waarin hij opdracht gaf om de terugtocht te staken. Deze dagorder bereikte slechts weinigen.
Luitenant-generaal Kurt Chill had de dagorder echter wél ontvangen. Hij was in de strijd vrijwel zijn gehele 85e Infanteriedivisie kwijt geraakt. Hij kreeg het bevel om de restanten ervan te verzamelen en zich daarna terug te trekken naar Duitsland. Toen hij de wanordelijke terugtocht zag en de dagorder van Model las, besloot hij het eerdere bevel te negeren. Nadat hij zijn troepen had verzameld, liet hij de soldaten zich ingraven aan het Albertkanaal en plaatste hij officieren op de bruggen. Deze officieren kregen de taak om de vluchtende troepen tegen te houden. De troepen, variërend van kanonniers tot koks, werden gebruikt ter verdediging van het Albertkanaal. De wanordelijke terugtocht in dit gebied was tot staan gebracht en het Albertkanaal werd nu gedeeltelijk verdedigd. Dit soort maatregelen werd langs het hele westfront genomen: in de tweede en derde week van september werden zo ruim 150.000 gevluchte Duitse soldaten opgepakt en weer in de legerorganisatie opgenomen.
Op 4 september 1944 kreeg Kurt Student het bevel van Hitler om het 1e Parachutistenleger samen te stellen en daarmee het gat tussen Antwerpen en Maastricht te dichten. Student kreeg de beschikking over 4000 getrainde parachutisten en moest het verder zien te rooien met oudere mannen zonder gevechtservaring, werkeloze manschappen van de luchtmacht, matrozen en luchtdoelartilleristen. Hij kreeg tevens de beschikking over vijfentwintig stuks gemechaniseerd geschut.
Student stuurde zijn parachutisten onmiddellijk vooruit en binnen vierentwintig uur waren ze bij het Albertkanaal. Daar maakte hij een verkenningstocht en kwam tot de conclusie dat Chill een klein wonder tot stand had gebracht. Student richtte zijn hoofdkwartier in bij Vught. Hij had behalve de 85e ID de beschikking over de 7. Fallschirmjäger-Division, 719. Infanterie-Division en 176. Infanterie-Division.
Het leger van Student kreeg een onverwachte versterking. Von Zangen was er met zijn 15e Leger in geslaagd om met allerlei vaartuigen de Westerschelde over te steken en trok via Zuid-Beveland naar Noord-Brabant. Het gat tussen de twee legers van Model begon zich langzaam te sluiten en daarmee was een van zijn voornaamste problemen opgelost.
De verdediging van het Albertkanaal bleef echter zwak. Al op 6 september sloeg de Guards Armoured Division een brug bij Beringen en ondanks een tegenaanval door enkele Jagdpanther tijdens de Strijd om Hechtel rukte de eenheid daarna op naar Neerpelt, net onder de Nederlandse grens bij Eindhoven. Op 10 september veroverden de Irish Guards de ongeschonden Joe's Bridge over het Kanaal Bocholt-Herentals. 
Model verwachte geen luchtlandingen. Bij toeval zette hij zijn hoofdkwartier op in Oosterbeek. Eveneens bij toeval bevonden zich op de Veluwe twee SS pantserdivisies, die Frankrijk ontkomen waren. Ze waren wel ontdekt door de geallieerde verkenning maar hun bestaan werd veronachtzaamd en door Browning niet eens aan de luchtlandingsdivisies doorgegeven omdat ze duidelijk zware verliezen hadden geleden; bij elkaar beschikten ze nog maar over drie inzetbare Panthertanks.

## Verloop van de slag

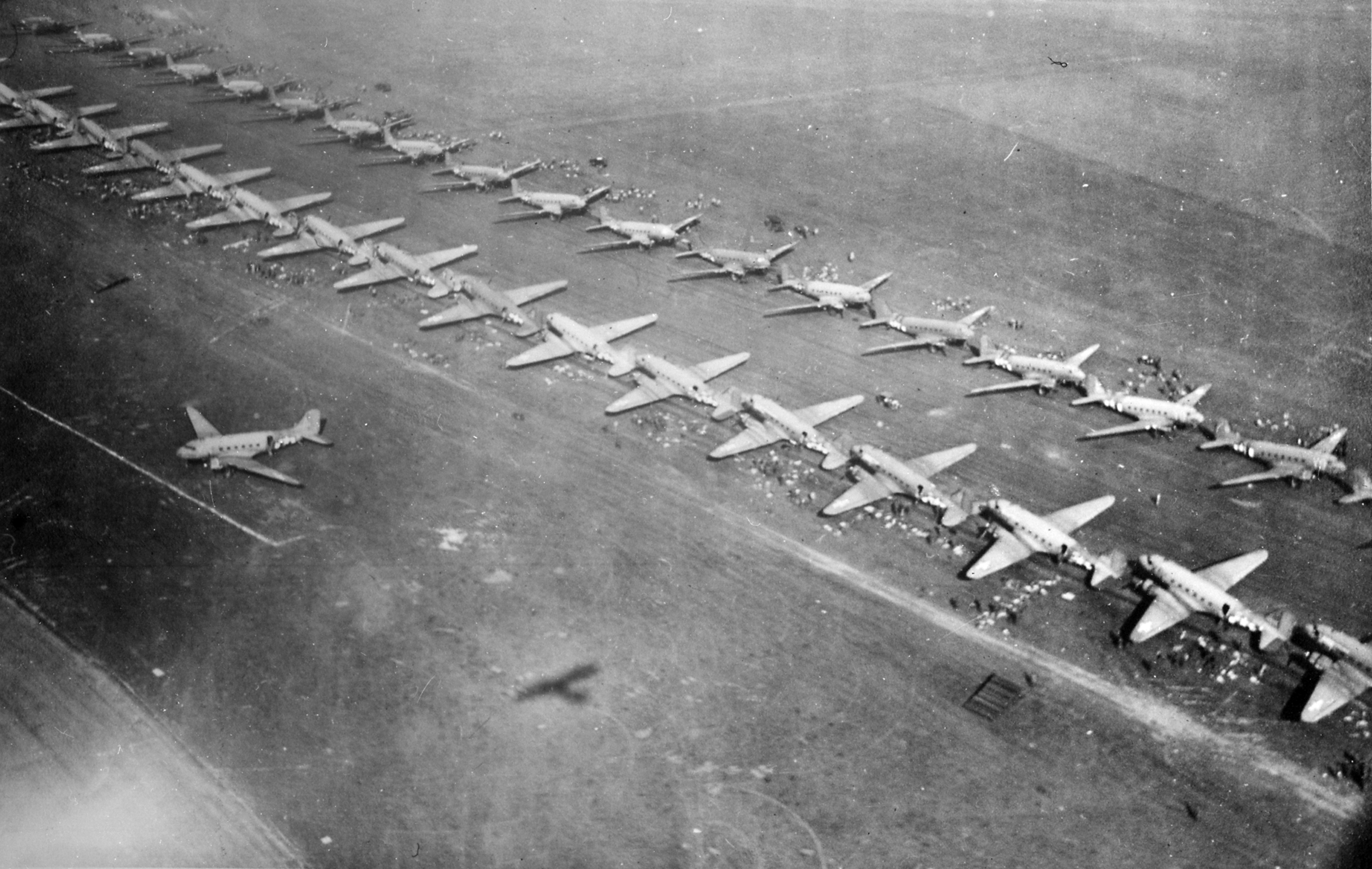
Dakota C-47-vliegtuigen gereed voor vertrek op 17 september 1944

### Dag 1: zondag 17 september
Op de vliegvelden in Groot-Brittannië stonden de troepen klaar bij de vliegtuigen voor het begin van Operatie Market Garden. Om 09.45 uur stegen de eerste vliegtuigen op. Ze zetten koers naar twee verzamelpunten, Hatfield, even ten noorden van Londen, en March. 
De totale luchtvloot bestond uit 1073 troepentransportvliegtuigen en 500 zweefvliegtuigen die begeleid werden door meer dan 1500 jagers. Dit laatste was geen overbodige luxe omdat de lage snelheid (200 km/u) en de geringe vlieghoogte (500m) de luchtarmada kwetsbaar maakte voor jachtvlieguigen. 
Na twee uur was het hele leger van 20 000 man, 511 voertuigen, 330 stukken geschut en 590 ton voorraden in de lucht. De Noordzee was kalm en er lagen tientallen reddingsboten om eventuele drenkelingen te redden. Bij een geslaagde noodlanding op kalme zee bleven de houten zweefvliegtuigen op het wateroppervlak drijven.

#### Landingen bij Eindhoven
De Amerikaanse 101e Luchtlandingsdivisie had boven het door de geallieerden veroverde België een rustige vlucht gehad. Toen ze bij de Belgisch-Nederlandse grens waren, zagen ze lange colonnes van het Britse 30e Legerkorps klaarstaan. Al snel over de grens werden de vliegtuigen van de 101e Luchtlandingsdivisie stevig onder vuur genomen. De langzaam en laagvliegende vliegtuigen waren, zeker op klaarlichte dag, een eenvoudig doelwit voor het Duitse afweergeschut. In tegenstelling tot in Normandië, bleven de formaties ditmaal wel gesloten en werd er dwars door het afweergeschut naar de landingsgebieden gevlogen.
Van de 424 Dakota's werden er zestien neergeschoten en raakten er iets meer dan honderd beschadigd. Van de zeventig zweefvliegtuigen (van het type Waco CG-4 en het type Horsa) bereikten er drieënvijftig hun bestemming. Ondanks de verliezen, beschouwde Maxwell Taylor, bevelhebber van de 101e Luchtlandingsdivisie, de landing als een groot succes. Vrijwel alle troepen waren op de juiste plaats geland, hetgeen de snelheid van de operatie ten goede kwam.
Het 501st Parachute Infantry Regiment dat ten zuidwesten van Veghel was geland, had die plaats en de bruggen over de Aa en de Zuid-Willemsvaart binnen twee uur ingenomen. Het 502nd Parachute Infantry Regiment nam al vrij snel Sint Oedenrode in en veroverde de brug over de Dommel. Eén compagnie van het 502e Regiment werd direct naar de brug over het Wilhelminakanaal bij Best gestuurd. Deze brug lag niet op de route, maar diende als reservebrug voor het geval de brug nabij Son niet onbeschadigd in handen van de geallieerden viel. Het lukte echter niet de brug bij verrassing te nemen en een peloton raakte er vlak bij geïsoleerd.
Het 506th Parachute Infantry Regiment rukte direct van de Sonse Heide op naar de brug over het Wilhelminakanaal bij Son. Die brug was het hoofddoel van het regiment. Vlak voordat ze het dorp bereikte, kwam het regiment onder hevig vuur van de Duitsers te liggen. Een 88mm-kanon werd al vrij snel uitgeschakeld en de troepen namen het dorp in. Toen ze oprukten naar de brug, werd deze voor hun ogen door de Duitsers opgeblazen. Geniesoldaten hadden op de hoofden binnen anderhalf uur een voetbrug gelegd, te zwak voor voertuigen. Ze konden echter wel een klein bruggenhoofd aan de andere kant van de brug vestigen, waardoor het bouwen van een nieuwe brug minder gevaarlijk was. De genietroepen moesten zo snel mogelijk een nieuwe, voor tanks berijdbare, brug bouwen.

#### Landingen bij Nijmegen

Landing bij Grave

Waar de 101e Luchtlandingsdivisie een rustige vlucht over het bevrijde België had, moest de 82e Luchtlandingsdivisie over een groot deel van Nederland vliegen. Hierdoor werden verschillende vliegtuigen neergeschoten. Niet ver van Vught, waar Kurt Student zijn hoofdkwartier had, stortte een Amerikaans zweefvliegtuig neer. Een door Student uitgezonden verkenningseenheid vond in de borstzakken van een dode officier het complete plan van Operatie Market Garden. Niet veel later had Student het op zijn bureau liggen en wisten de Duitsers tot in detail wat de geallieerde intenties waren.
De landingen van de 82e Luchtlandingsdivisie verliepen eveneens vrij succesvol. Nadat de hoofdmacht was geland, werd er nog een eenheid met twaalf uitneembare 75 mm houwitsers gedropt.
Het 504th Parachute Infantry Regiment landde bij Overasselt. Eén compagnie van dit regiment, onder leiding van luitenant John S. Thompson, kwam vlak ten zuiden van de Maas bij Grave terecht. Het doel was de Graafse brug met een lengte van 520 meter te veroveren. Deze brug moest onbeschadigd in handen van de geallieerden vallen, want een nieuwe brug slaan was vrijwel onmogelijk. Na een kort, maar hevig gevecht viel de brug in Amerikaanse handen. Nog diezelfde dag werd er contact gemaakt met de troepen die ten noorden van de brug waren geland. Bij het Maas-Waal-kanaal werd alleen de brug bij Heumen onbeschadigd veroverd.

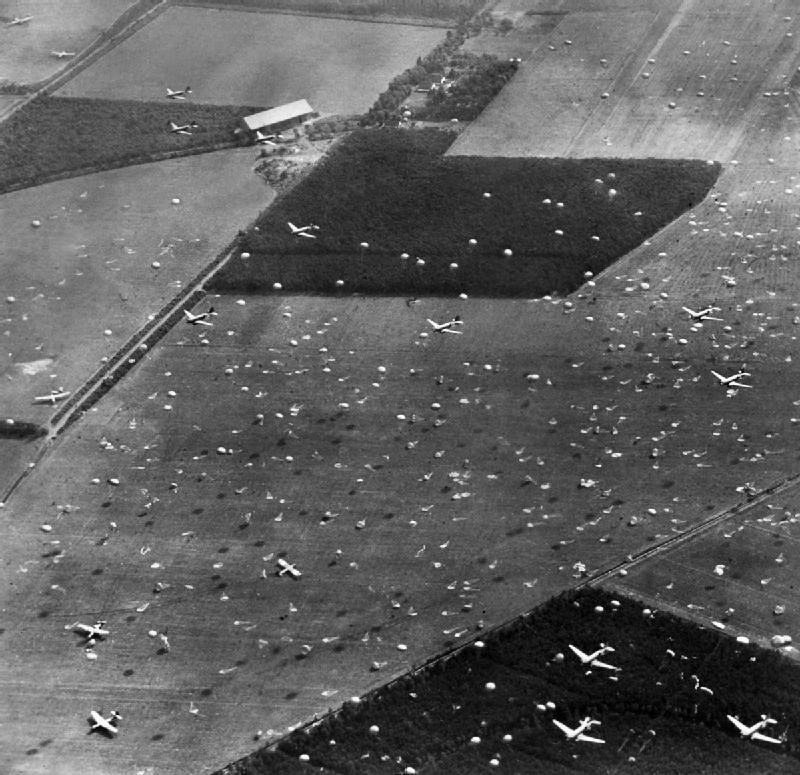
Landing bij Renkum

Het hoofdkwartier van de divisie landde bij Groesbeek dat zonder veel problemen bezet werd. Het verzet meldde dat veel Duitsers Nijmegen ontvluchtten en dat de Waalbrug slechts werd verdedigd door een handjevol troepen. Model had verboden de brug op te blazen. 
De bevelhebber van de 82e Luchtlandingsdivisie, James Gavin, liet deze kans echter ongebruikt voorbij gaan. Browning was tegelijkertijd geland om het hoofdkwartier van het 1e Luchtlandingkorps te commanderen en begon, verder weinig te doen hebbende omdat het contact met de Britten bij Arnhem verloren ging, zich met Gavins zaken te bemoeien hoewel het voor hem de eerste maal was dat hij zelf een landing meemaakte. Browning beval te consolideren omdat hij een aanval uit het Reichswald vreesde waar verborgen Duitse pantsereenheden vermoed werden. 
Gavin besloot aldus pas in de avond van de eerste dag een opmars richting de brug uit te voeren. Daarbij was het zijn bedoeling om de oostzijde van de stad te omtrekken. Twee compagnieën trokken in plaats daarvan de stad zelf binnen. Eén peloton kwam tot aan de brug, maar stuitte daar op zware tegenstand van het verkenningsbataljon van de 9. SS-Panzer-Division Hohenstaufen, dat door Wilhelm Bittrich direct na de landingen naar Nijmegen was gestuurd en de brug van Arnhem was overgetrokken nog voor de Britten die geblokkeerd hadden. 
De brug van Nijmegen werd deze eerste dag dus niet veroverd wat later grote gevolgen zou hebben voor de gehele operatie. Overigens zou het voor een compleet operationeel succes ook nodig geweest zijn de noordelijke oprit te bezetten en houden, wat niet mogelijk was zonder de inzet van een heel regiment.

#### Landingen bij Arnhem

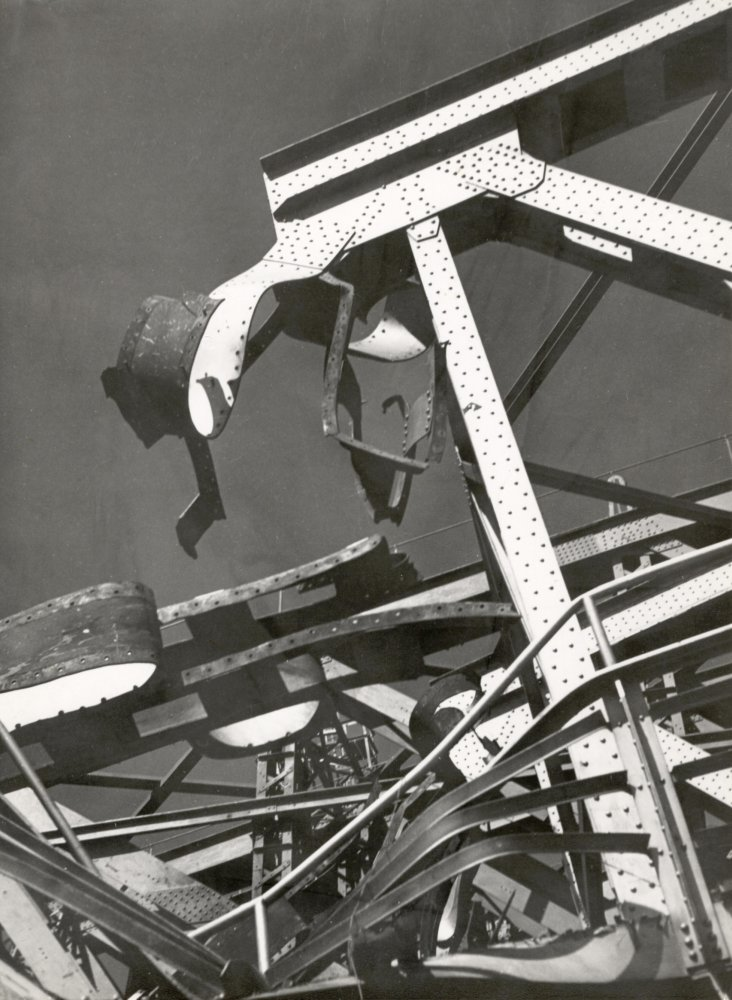
Door bombardementen vernielde verkeersbrug. Later is de nieuwe brug "John Frostbrug" gedoopt.

In de morgen en middag vlak voor de landingen werd de omgeving van Arnhem en de stad zelf flink aangevallen door jachtvliegtuigen. Zij hadden het voornamelijk voorzien op het Duitse luchtdoelgeschut. Het centrum van Arnhem liep hierbij ook aanzienlijke schade op. De Duitsers namen aan dat dit voorbereidingen waren voor een bombardement om de brug te verwoesten. Ook in Ede vonden bombardementen plaats.
In de omgeving van Heelsum en Wolfheze landden rond drie uur in de middag de parachutisten en zweefvliegtuigen van de Britse eerste luchtlandingsdivisie onder generaal-majoor Roy Urquhart. De landingen werden perfect uitgevoerd en van weerstand was amper sprake. Model, die eerst dacht dat het commandoactie was om hem gevangen te nemen, vluchtte naar Doetinchem. Urquhart vestigde zijn hoofdkwartier aan de bosrand. 
Hoewel er geen Duitsers te bekennen waren, ontstonden er al direct problemen voor de Britten. De radioapparatuur deed het niet goed en de radiotelegrafisten hadden de grootste moeite om contact te krijgen met de uitgestuurde bataljons, laat staan het opperbevel in Groot-Brittannië. Bovendien hoorde Urquhart dat een groot deel van de verkenningseenheid van majoor Freddy Gough niet aangekomen was. Dit bericht bleek later onjuist te zijn, maar de jeeps die de opdracht hadden snel in een 'coup de main' de brug te bezetten, liepen direct na vertrek van het landingsterrein in een hinderlaag bij Wolfheze. 

Hamilcarzweefvliegtuig

Bij Arnhem werd een hele divisie uitgetrokken om één brug te bezetten en houden wat in beginsel voldoende leek. Maar omdat de transportvliegtuigen op deze afstand slechts één zweefvliegtuig konden trekken, zou een van de drie brigades van de divisie pas de volgende dag kunnen landen. 
Het landingsterrein lag dertien kilometer van de brug en moest minstens tot de volgende dag bewaakt worden door een brigade, de 1st Airborne Brigade onder brigadegeneraal Hicks. Die richtte zich sterk ter verdediging in: de grote Hamilcarzweefvliegtuigen konden artillerie en zwaar antitankgeschut meevoeren. Zo was er maar één brigade beschikbaar, de 1st Parachutist Brigade onder brigadegeneraal Gerald Lathbury, om zo snel mogelijk naar de verkeersbrug op te rukken.
Wegens het wegvallen van de verkenningseenheid en het gebrekkige radiocontact, besloot Urquhart persoonlijk verbinding te gaan leggen met zijn eenheden. Achteraf bezien bleek dit de slechtst mogelijke beslissing want zo viel het centraal commando weg. Het lukte de 1st Parachutist Brigade niet om de opmars met de nodige snelheid en concentratie uit te voeren. Ze werd daarbij ook opgehouden door de haar verwelkomende burgerbevolking die de bevrijding verwachte. 
De SS pantserdivisies mochten dan geen tanks meer hebben, hun pantserkorps vormde een kern voor vele kleinere eenheden. Één daarvan was het 16. SS Panzergrenadier Ausbildungs und Ersatz Bataillon, 453 man onder majoor Josef "Sepp" Krafft, dat precies ten oosten van de landingszone was gelegerd. Krafft poogde meteen de centrale route naar het oosten te blokkeren, de Utrechtse weg. Een paar gemechaniseerde kanonnen van de 9e SS-Pantserdivisie sloten daarna de noordelijke Amsterdamse weg af. Het Britse 1e Parachutistenbataljon en het 3e Parachutistenbataljon liepen grotendeels stuk op deze verdediging. Het lukte uitiendelijk om Krafft met een omtrekkende beweging uit positie te brengen om zo Oosterbeek te veroveren, maar het terrein ten oosten daarvan werkte, door de diagonaal kruisende spoordijk, als een natuurlijke fuik, waar men uiteindelijk niet uit zou weten te breken. 
Alleen de opmars van het 2e Parachutistenbataljon via de 'Lion' route, onder leiding van luitenant-kolonel John Frost, verliep voorspoedig. Hij had op de zuidelijke route, langs de dijk van de Nederrijn, veel minder last van tegenstand. De spoorbrug bij Oosterbeek werd op het moment dat het bataljon arriveerde opgeblazen en bij de schipbrug ontbrak het middenstuk. Frost nestelde zich rond acht uur met zijn eenheid in de rijen huizen aan weerszijden van de noordelijke oprit van de verkeersbrug. Twee aanvallen om ook de zuidelijke oprit van de brug te bezetten faalden. De Britten werden constant vanuit een kazemat onder vuur genomen, waarna Frost besloot er twee man met een vlammenwerper op af te sturen. De vlammen bereikten echter ook een houten schuur die dienstdeed als munitiedepot. De grote brand die hierop volgde, vernietigde de bedrading van de springladingen van de brug.
Het 3e Bataljon was ondertussen pas halverwege de geplande route gekomen. Één compagnie voegde zich echter bij Frost, de andere twee compagnies werd bevolen voor de nacht in Oosterbeek te consolideren waarmee de laatste kans op versterking verkeken was. Het 1e Bataljon was in stukjes uiteengevallen, maar trok, zij het met een flink aantal schermutselingen, wel een flink eind op. Ze wisten iets meer dan de helft van de route af te leggen.

#### Opmars Britse 30e Legerkorps

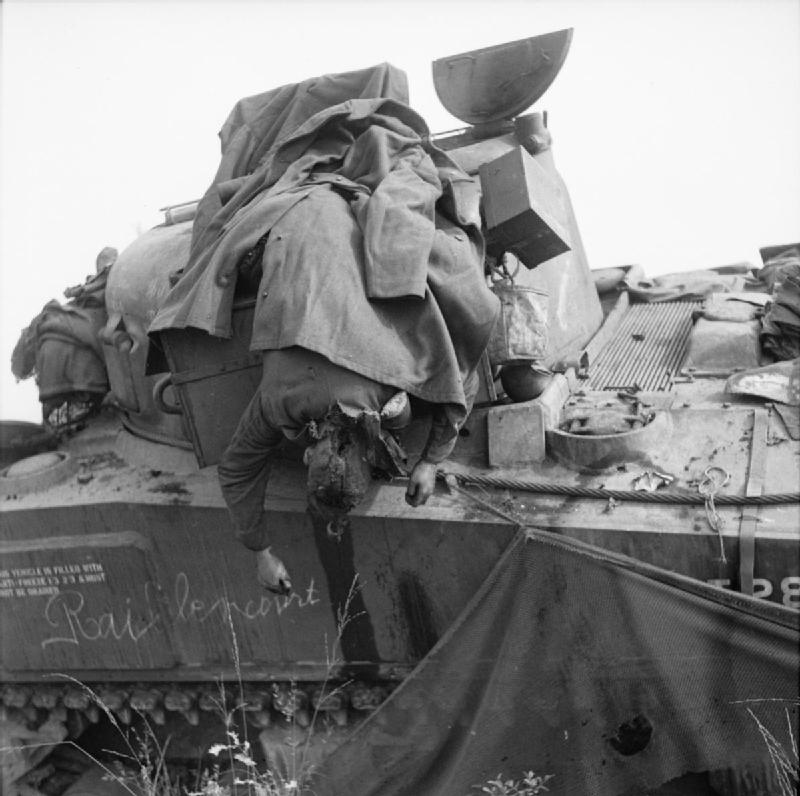
Een uitgeschakelde Sherman

Om twee uur vlogen de vliegtuigen over de lange colonnes van het Britse 30e Legerkorps. Dit was het signaal voor de grondtroepen om te beginnen met hun aanval. Gezien de tijdsdruk had men beter bij zonsopgang kunnen oprukken maar men was bang het doel van de operatie te verraden. Bevelhebber Brian Horrocks gaf het signaal voor de artilleriebeschietingen. Ongeveer 350 kanonnen openden een intens vuur op Duitse stellingen.
Keith Heathcote, commandant van de voorste tankeenheid, gaf om 14:35 uur het opmarsbevel. De Shermantanks, met infanterieteams op de romp, rolden met twaalf kilometer per uur over de enige beschikbare straatweg vooruit. Het artillerievuur werd in hetzelfde tempo steeds naar voren verlegd. Hawker Typhoon jachtbommenwerpers gaven luchtondersteuning aan de colonne. De pantsereenheden droegen gele linten om door de vliegtuigen herkend te worden.

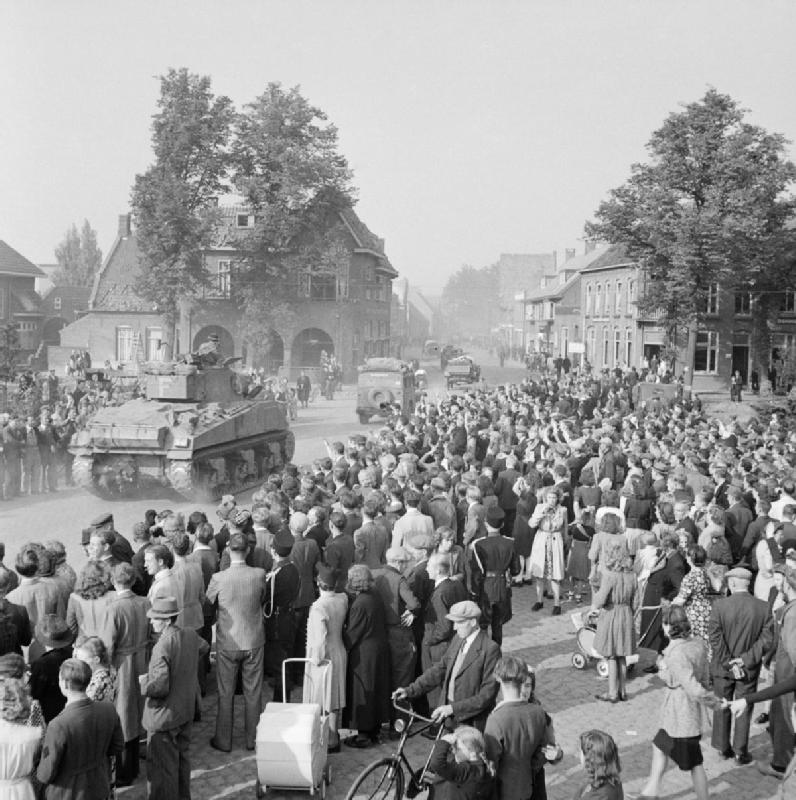
Shermans in Valkenswaard

De eerste troepen waren al snel de grens over. Aan beide zijden van de weg lag de Kampfgruppe Walther. De Duitsers lieten de eerste tanks ongehinderd passeren, waarna ze het vuur openden met gemechaniseerd geschut. Binnen enkele minuten waren negen tanks uitgeschakeld. De kapotgeschoten tanks versperden de weg en de colonne moest stoppen. De grondtroepen vuurden paarse rookgranaten af om de Duitse stellingen te markeren en de Typhoons vielen deze vanuit de lucht aan.
Het kostte de geallieerden enkele uren om de Duitse stellingen volledig op te rollen en de weg vrij te maken. Horrocks had in zijn planning opgenomen dat de twintig kilometer naar Eindhoven binnen twee, hooguit drie uur zou zijn afgelegd. Toen de avond viel waren de Britten echter niet verder gekomen dan Valkenswaard, ongeveer halverwege. In plaats van meteen door te stoten hield de colonne daar halt: men meende geen haast meer te hebben omdat de brug bij Son eerst hersteld moest worden.

### Dag 2: maandag 18 september
Op 18 september werd Eindhoven, door slechts een honderdvijftig Duitsers verdedigd, van het noorden uit door de 101e Luchtlandingsdivisie veroverd. Het Britse landleger maakte pas laat in de middag met deze divisie contact. Het 30e Korps begon om 10:00 op te rukken en bereikte Eindhoven rond 17:30, vertraagd door een blokkade bij Aalst. Er werd nu eindelijk doorgestoten naar Son, waar rond 22:00 begonnen werd met het bouwen van een baileybrug. Men beschikte over 2300 vrachtwagens vol brugslagmaterieel en negenduizend genisten. Het korps lag nu een volle dag achter op schema.
De Amerikanen deden verwoede pogingen de reservebrug bij Best te nemen maar die werd eveneens opgeblazen. Daarbij kwamen ze onder vuur te liggen van de artillerie van 59. Infanteriedivision. Deze eenheid, die voorlopig slechts een duizend man telde, was via het spoor snel uit Zeeland naar Boxtel verplaatst. Bij Son was die middag de tweede grote landing van de divisie die het 327th Glider Infantry Regiment afzette. Ondertussen hadden het 2e en 3e Bataljon van het 501e Parachute Infantry (Geronimo) Regiment, die geland waren op De Dubbelen, tussen Eerde en Veghel, deze plaatsen versterkt met het oog op een op handen zijnde Duitse tegenaanval. De tegenaanval begon op 18 september toen Duitse troepen via het Duitse Lijntje vanuit Schijndel de aanval op Veghel openden. Intussen werden de Amerikanen in Eerde vanuit de ten zuidoosten van het dorp gelegen zandduinen door Duitse troepen bestookt. De Duitse generaal Kurt Student werpt steeds meer kleine eenheden tegen de flanken van de opmarsroute in de strijd.

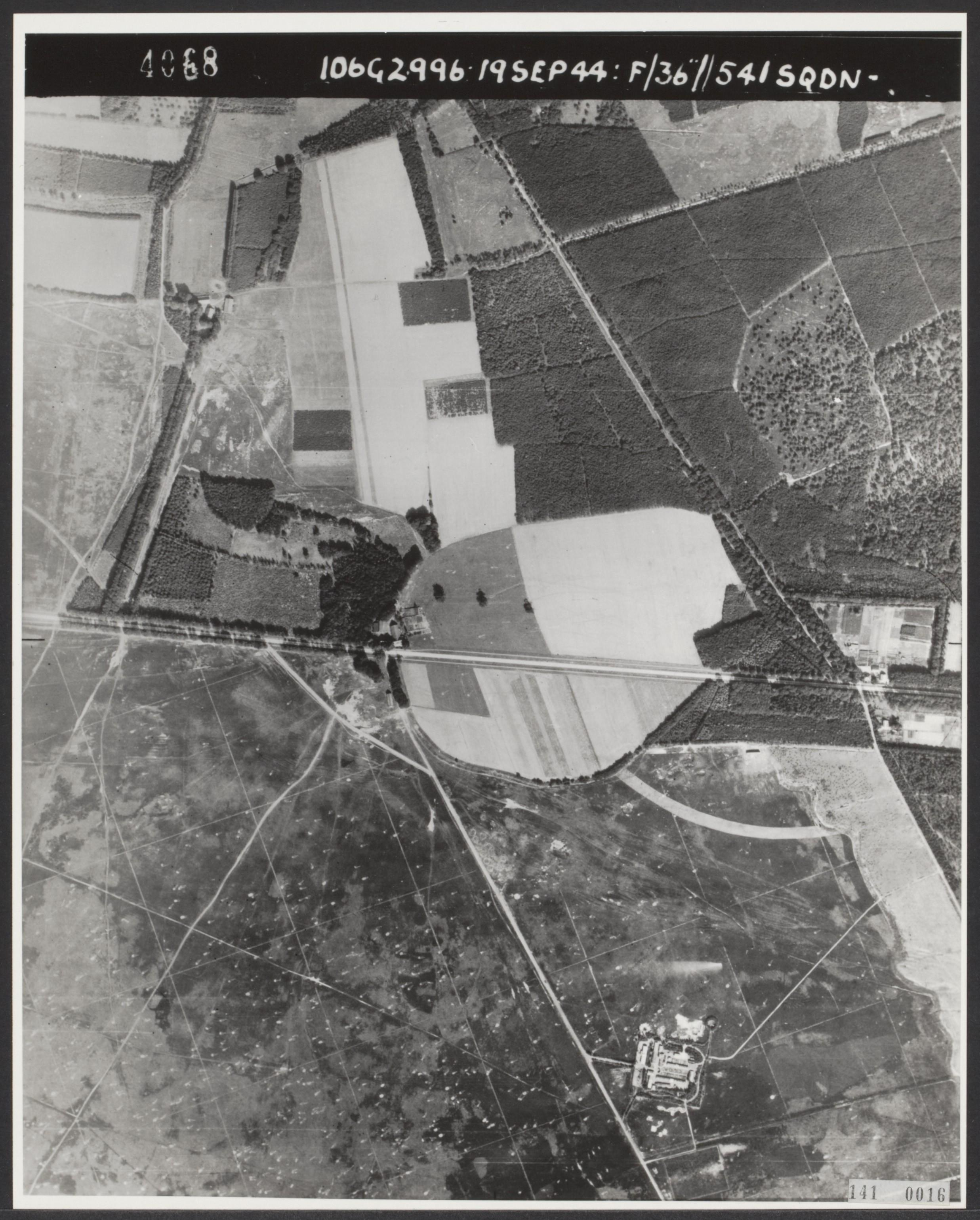
De Ginkelse Heide lag op 18 september al onder Duits vuur

De geallieerden in Eindhoven waren onwetend van een dodelijke dreiging die zich op hun rechterflank had ontwikkeld. Na de zware verliezen van de zomer was het Duitse leger begonnen direct uit de materieelreserves nieuwe onafhankelijke pantserbrigades te formeren. In de ochtend was de Panzerbrigade 107 door een treinkonvooi te Venlo afgezet. Deze eenheid was een stuk doortastender dan de Guards en al in de avond bereikten de eerste Panthertanks Nuenen. Slechts het feit dat de Dommelbrug daar te zwak was om de Panther te dragen redde de stad van een Duitse inval.

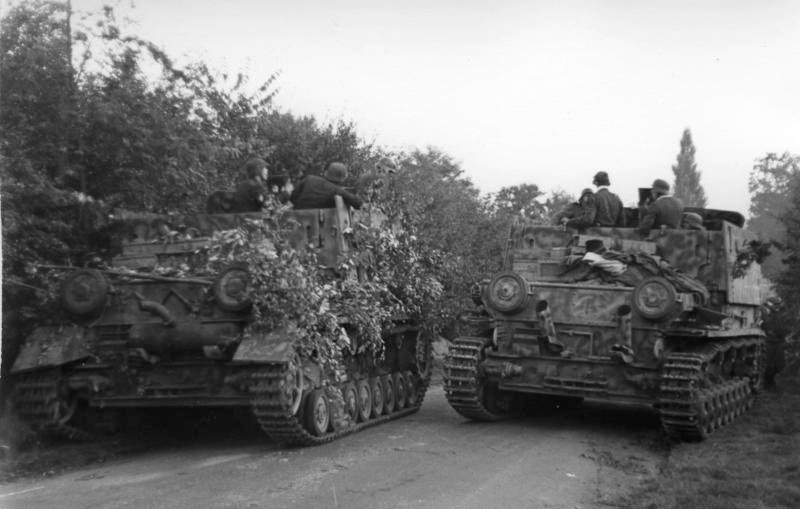
Duitse Möbelwagen luchtafweertanks

De 82e Luchtlandingsdivisie probeerde ondertussen met één bataljon de Waalbrug bij Nijmegen te veroveren, maar alle pogingen werden afgeslagen waarop dit bataljon werd teruggetrokken naar Groesbeek. De Duitse verdediging was hier nog steeds zwak maar men liet na hier gebruik van te maken. 
Eenheden van de 10e SS-Pantserdivisie, nog steeds zonder enige tanks, staken met ponten bij Pannerden naar de Betuwe over, en reden over de brug Nijmegen in. Bittrich beval de brug op te blazen maar Model verbood dat opnieuw, hopend hierover een grote tegenaanval te kunnen uitvoeren. De Duitsers staken een groot deel van de stad in brand. 
Rondom Groesbeek werden belangrijke Duitse aanvallen vanuit het Reichswald tot staan gebracht. De Duitsers hadden hier de 406. Infanteriedivision naar toe gestuurd. Deze eenheid bestond voornamelijk uit mindervalide rekruten met oude geweren maar bedreigde toch de landingszones, waar die middag een kleine vierhonderd zweefvliegtuigen neerkwamen met voorraden en dertig stuks artillerie. Daarnaast werd rondom Niftrik zwaar gevochten om de spoor- en verkeersbrug over de Maas in handen te krijgen.
In en rondom Arnhem werd ook zwaar gevochten. De troepen bij de noordelijke oprit onder leiding van luitenant-kolonel John Dutton Frost sloegen aanval na aanval af. Het verkenningsbataljon van de 9e SS-Pantserdivisie was weer omgedraaid en poogde de brug van het zuiden uit te forceren. Hun colonne met half-tracks en pantserwagens werd echter op de brug vernietigd die door hun vele wrakken versperd raakte. Het verkenningsbataljon van de 10e SS-Pantserdivisie viel de brug uit het noorden aan maar werd teruggeslagen. 
Op de Ginkelse Heide landde rond 14:00 de door slecht weer en talrijke Duitse jagers vertraagde 4th Parachute Brigade onder brigadegeneraal John Hackett midden in een veldslag. De 1st Airborne Brigade had een bataljon afgestaan voor de aanval naar het oosten maar was nu te zwak de hele omtrek van de enorme landingszones te dekken. In het noordwesten viel het bewakingsbataljon van Kamp Amersfoort aan, voor een deel bestaande uit Nederlandse SS'ers. 
In het zuidwesten rukte een ad hoc-eenheid op, Kampfgruppe West door Hans von Tettau gevormd uit Duitse soldaten die in de weken daarvoor individueel gevlucht en verzameld waren. Op dit punt kwamen continu Duitse troepen aan die waren onttrokken aan de marine en bezettingseenheden van Holland, zich vaak verplaatsend op gevorderde fietsen. De heide van de landingsterreinen stond in brand en de Duitsers hadden luchtafweergeschut laten aanrukken dat de dalende zweefvliegtuigen en parachutisten onder vuur nam. Een tiende deel van de 4e Brigade wordt hierbij uitgeschakeld. 
De rest van de 1e Luchtlandingsdivisie probeerde de mannen bij de brug te bereiken maar konden niet door de, nu al zeer taaie, Duitse tegenstand bij de spoorlijn en Den Brink breken. Allerlei kleinere eenheden waren door de Duitsers in ad hoc 'Kampfgruppen' georganiseerd en dezen weten met zo'n vijfduizend man de opmars te blokkeren. Urquhart ondertussen zag zich op deze dag gedwongen aan het front op een zolder te schuilen, zonder communicatiemiddelen, waardoor hij zijn commandotaken niet meer kon uitvoeren.

### Dag 3: dinsdag 19 september

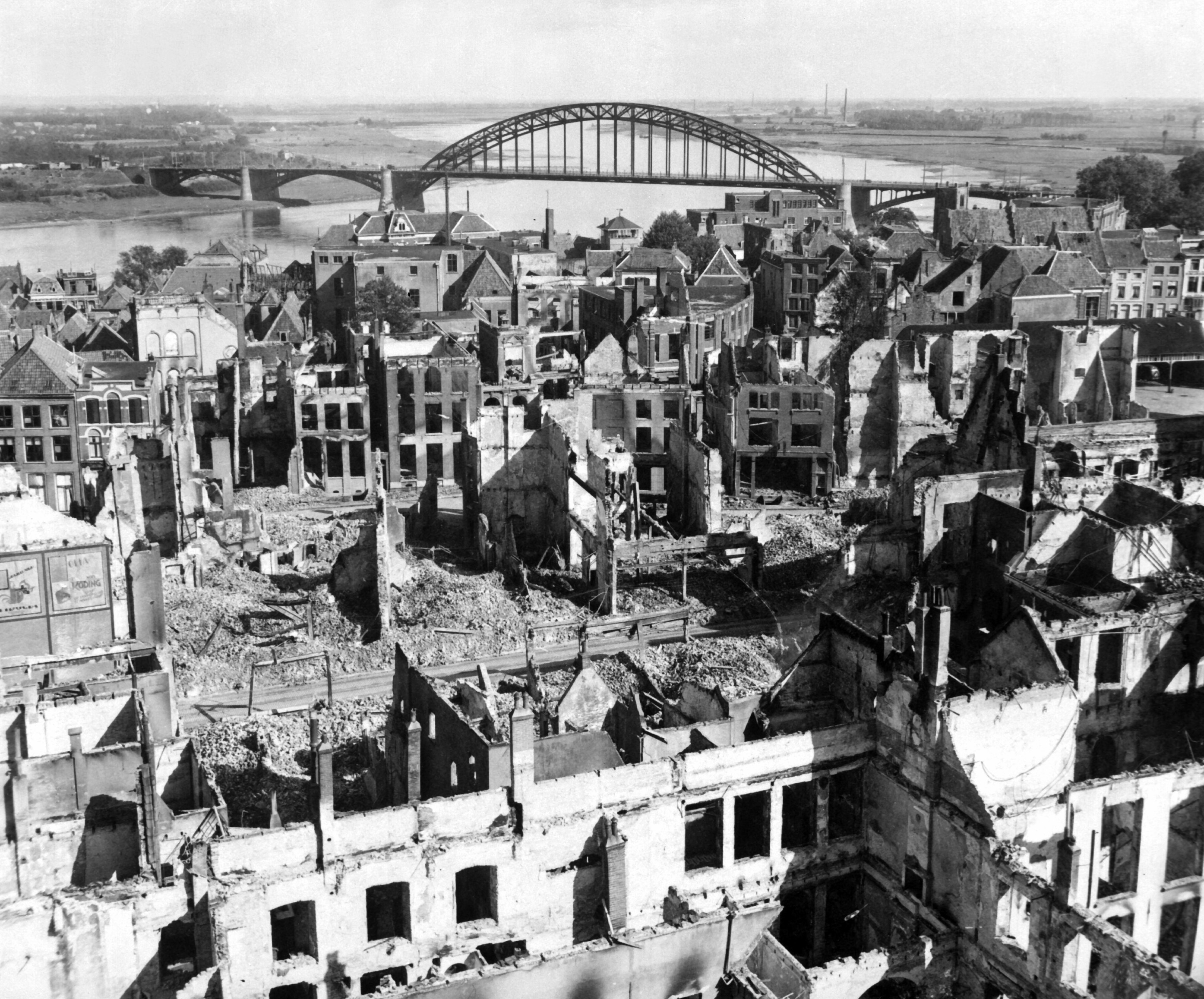
De Duitsers staken in Nijmegen de huizen rond de brug over de Waal in brand

In de ochtend van 19 september leek er voor Operatie Market Garden even reden tot optimisme. Om 06:10 had de genie, de hele nacht doorwerkend, bij de Sonse brug een noodbrug geslagen. Onmiddellijk reden de pantserwagens van de Household Cavalry naar voren. Na een korte rit door het niemandsland tussen Veghel en Grave, waar de Duitsers er niet in geslaagd waren eenheden blokkadeposities bij Uden te laten innemen, werd om 11:00 contact gemaakt met de 82e Luchtlandingsdivisie. Britse tanks volgden, versterkten de ingenomen kanaalbrug bij Veghel, veroverden de verkeersbrug bij Niftrik opnieuw, en reden door tot Nijmegen. Daar hoorden ze tot hun verbijstering dat de verkeersbrug nog steeds niet genomen was. 
Sterke Duitse eenheden hadden zich aan weerszijden van de zuidelijke oprit verschanst op de Valkhof, de Belvédère en de Hunnerberg terwijl er hevige stadsbranden woedden. Het leek uitgesloten de brug meteen te forceren. Gavin besloot eerst de hele stad te zuiveren en de volgende dag met stormboten veel westelijker de Waal over te steken om de noordelijke oprit in de rug aan te vallen. Tegelijkertijd moesten steeds heviger aanvallen uit het Reichswald worden afgeslagen.
Rondom Son werden zware Duitse tegenaanvallen gestopt. De 509e ID was daar begonnen op te rukken in de richting van St. Oedenrode. De Duitse troepen waren in deze zone echter niet van hoge kwaliteit. Toen Britse Cromwelltanks bij Best een tegenstoot uitvoerden, gaven honderden Duitsers zich gehaast over en werd het dorp bevrijd. Het dorp Eerde onder Veghel was wederom in Duitse handen gevallen, waardoor de Duitsers op minder dan een kilometer afstand van de corridor zaten. Kolonel Johnson, die bang was dat de troepen in Veghel geïsoleerd kwamen te liggen, besloot om een deel van zijn regiment voor een tegenaanval naar Eerde te sturen.

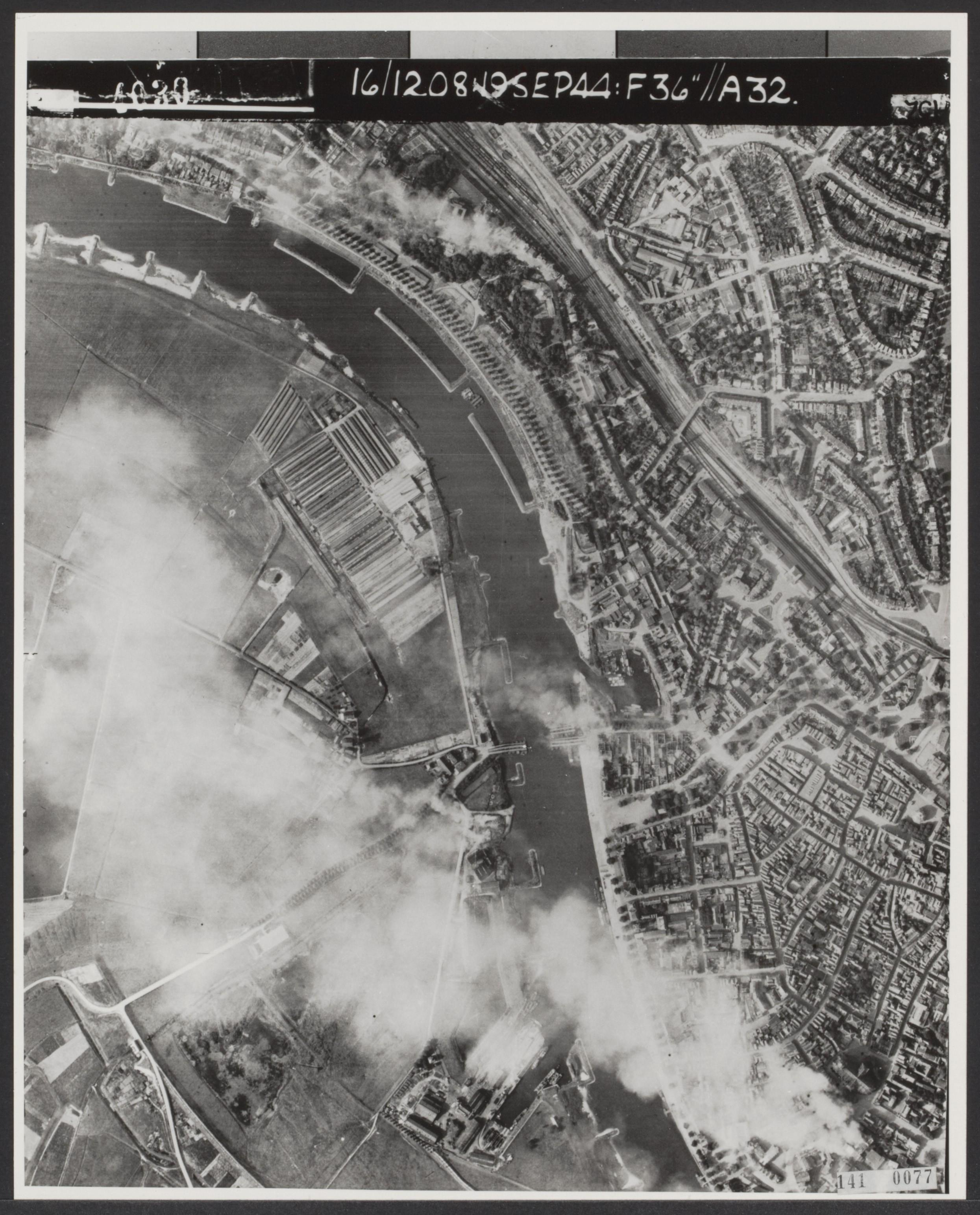
De dodelijke fuik aan de Onderlangs

In Arnhem verliep de dag catastrofaal. De Duitsers hadden zich aan de Onderlangs en Bovenover wat teruggetrokken en de Britten concentreerden twee bataljons op dit punt om in een nachtaanval naar de brug door te breken. Zo liep men in een hinderlaag. De wegen Arnhem in waren afgesloten met gemechaniseerd geschut, van het noorden werd de zone bestreken door machinegeweren op de spoorbaan en van de zuidoever vuurde luchtafweergeschut. 
De twee bataljons werden vrijwel vernietigd en daarna drongen tien Sturmgeschützen (7x StuG III en 3x StuH42) van de Heeres-Sturmgeschütz Brigade 280 die zojuist uit Denemarken gearriveerd was, de restanten terug op Oosterbeek. De 4th Parachute Brigade probeerde tegelijkertijd met twee bataljons door de bossen een omtrekkende beweging naar de noordzijde van Arnhem uit te voeren, maar stuitte op posities van een Duitse gevechtsgroep, Kampfgruppe Spindler. Met zware verliezen moest men terugvallen. 
Deze beweging zette zich voort over de noordelijke droppingzone die verloren ging net toen een deel van de Poolse brigade in zweefvliegtuigen met antitankgeschut landde. De gliders moesten hier landen omdat men het polderlandschap te zuiden van Arnhem wegens de vele sloten daarvoor ongeschikt achtte. Zowel dat materieel als afgeworpen voorraden vielen in Duitse handen. 
De divisie was nu gehalveerd tot vier bataljons die samengedrukt werden tot een klein gebied rond Oosterbeek. Er was nog steeds geen goed radiocontact met Engeland dus er kon niet worden doorgegeven dat de landingsterreinen verloren waren gegaan. 
De westzijde van het gebied werd van nu af aangevallen door de 244. Panzer Kompanie, uitgerust met Franse tanks. Daaronder bevonden zich een SOMUA S35, twee Char B1s en veertien verdere Char B1s omgebouwd tot vlammenwerpertanks. De eenheid was gelegerd geweest bij Ypenburg. De vlammenwerpers waren erg gevreesd bij de Britten maar bleken zelf kwetsbaar voor antitankgeschut: in de komende twee dagen zouden er zes worden uitgeschakeld.

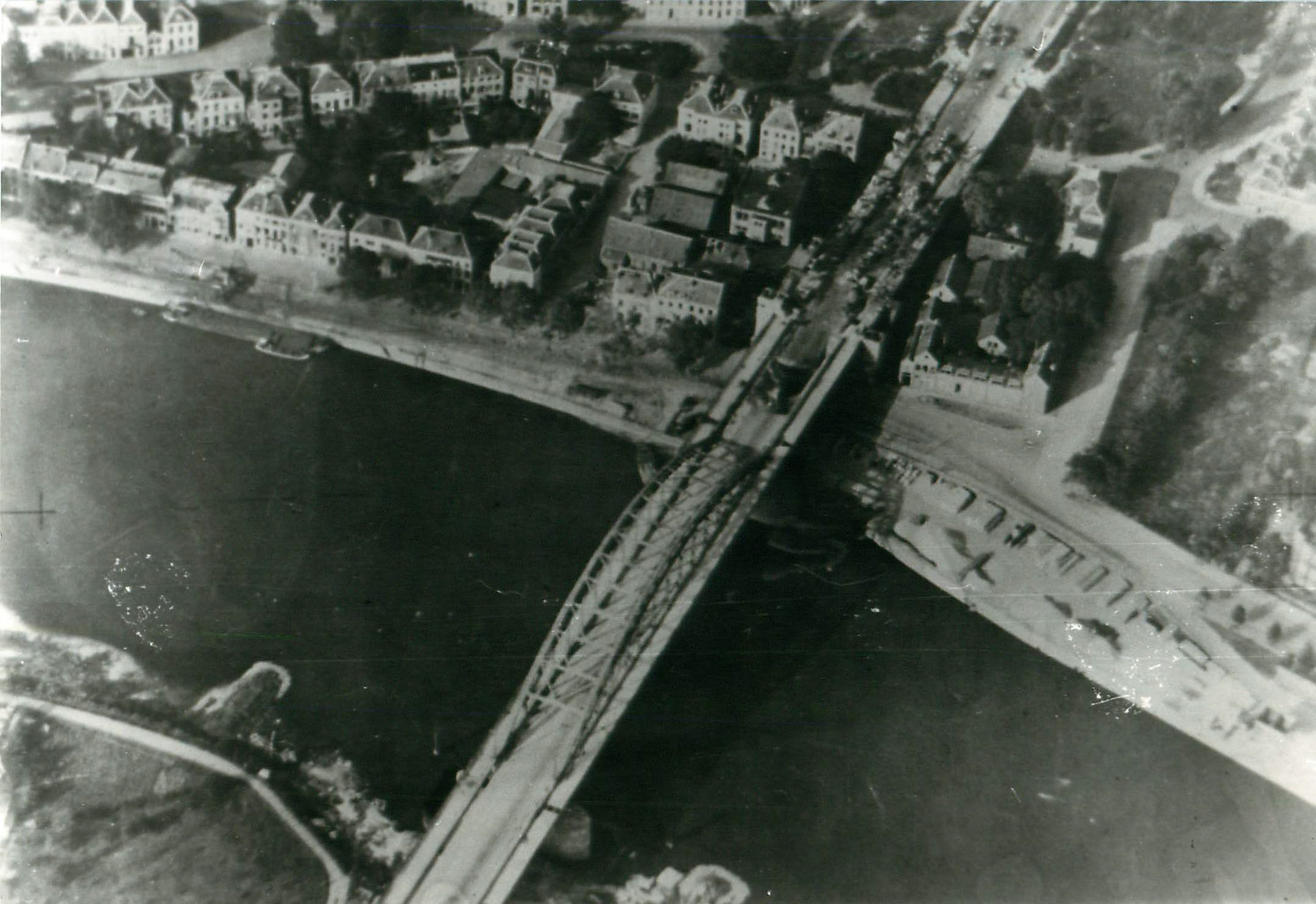
De verkeersbrug bij Arnhem; op de noordelijke oprit de vernietigde Duitse pantservoertuigen

Het bataljon aan de noordzijde van de brug raakte door de munitie heen. Het werd aangevallen door Kampfgruppe Knaust die versterkt was door zes Panzerkampfwagen III en vier Panzerkampfwagen IV. Men hoopte ontzet te worden door de geplande Poolse landing ten zuiden van de brug maar die werd een dag uitgesteld wegens slecht weer. 
Bij Bocholt werd die dag de Schwere Panzer Kompanie Hummel uitgeladen. De meeste van de veertien Tiger I van die compagnie vielen op hun rit naar Arnhem door pech uit maar twee van de zware Tigertanks begonnen de huizenrijen bij de noordelijke oprit systematisch te verwoesten. Het lukte de verdedigers echter een van deze gevaarten met een 6-ponder kanon uit te schakelen; de ander trok zich terug. De Duitsers hadden inmiddels ook wat meer artillerie en mortieren weten te verzamelen die de Britse posities bestookten. Daarnaast probeerden ze de huizenrijen met vlammenwerpers neer te branden.
Intussen was zelfs Eindhoven nog niet veilig. De 107e PB probeerde alsnog naar het westen door te stoten over de zware duiker waar de Dommel onder het Wilhelminakanaal stroomt. In de feestvierende stad brak paniek uit omdat men een grote tankslag vreesde. De onervaren Panthertankeenheid liet zich echter op het smalle doorgangspunt afschrikken door het vuur van lichte antitankwapens en kanonnen. In de avond bombardeerden de Duitsers het centrum van de stad en raken een groot Brits munitietransport. Hierbij komen 227 burgers om het leven.

### Dag 4: woensdag 20 september
Op 20 september lukte het eindelijk om de brug bij Nijmegen te veroveren. De Duitsers hadden explosieven aangebracht aan de Waalbrug, maar deze werden niet tot ontploffing gebracht. Verzetsstrijder Jan van Hoof had op 18 september de bedrading gedeeltelijk gesaboteerd, maar die werd de volgende dag weer hersteld. Vermoedelijk hield men zich aan Models bevel de brug niet op te blazen. 
Driehonderd man van de 82e Luchtlandingsdivisie staken ter hoogte van de elektriciteitscentrale onder zwaar vuur de Waal over. De geallieerden hadden voor dat soort opdrachten een heel spectrum aan landingsvaartuigen en amfibische tanks ontwikkeld maar die ontbraken alle. In plaats daarvan moest men naar de overzijde peddelen in drieëntwintig canvasbootjes. Die moesten nog over de brug bij Son worden aangevoerd zodat de oversteek tot de late middag werd uitgesteld. Weliswaar werd men gedekt door rookgordijnen en zestien Shermantanks doch het Duitse vuur leidde tot grote verliezen: bijna de helft van de eerste aanvalsgolf werd die dag gedood of verwond. 
Deze Waaloversteek wordt nu door het Amerikaanse leger als een van hun meest heroïsche daden beschouwd. Toen men de noordelijke oever eenmaal bereikt had, ging de opmars vrij vlot. De tegenstanders bestonden uit zeventienjarige rekruten waarvan velen onder hun vuurdoop van angst verstijfden. De aanvallers waren beschoten vanaf de spoorbrug; toen ze die bereikten, gaven ze de Duitsers aldaar niet de gelegenheid om zich over te geven. De vijand werd de brug overgedreven, recht in het vuur van geallieerde troepen aan de zuidzijde. Na afloop borg men op de brug 267 lijken. De melding dat deze brug genomen was, leidde tot het misverstand dat het de verkeersbrug betrof. Tanks bestormden die meteen van de zuidzijde en braken de Duitse verdediging. 
De weg naar Arnhem lag open maar tot verontwaardiging van de Amerikanen weigerden de Britten meteen op te rukken. Men wilde eerst een grotere gevechtsgroep verzamelen en daarbij was de avond gevallen. In Nijmegen werd op dat moment nog hard gevochten. Een onmiddellijke Britse opmars zou überhaupt te laat zijn geweest want de Duitsers hadden net de Rijnbrug heroverd.

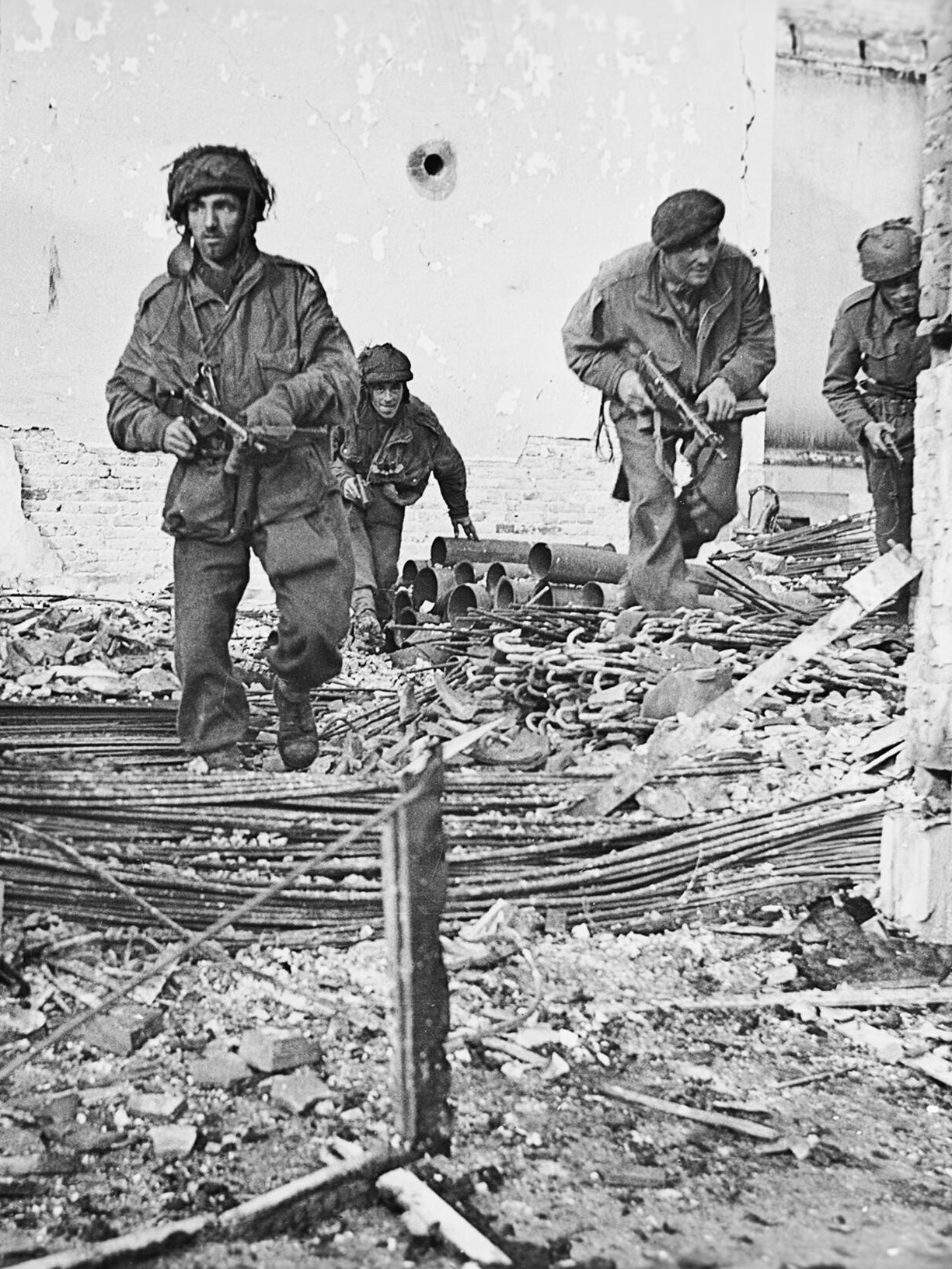
Oosterbeek: de 4e Parachutistenbrigade

In Arnhem was al in de ochtend de situatie bij de brug uiterst precair. De Britten zaten zonder water en voedsel en waren vrijwel door hun munitie heen. In de loop van de dag arriveerden de verdere tanks van de Schwere Panzer Kompanie Hummel. Tegen zoveel wapengeweld was geen verdediging opgewassen. Eerst ging de oostelijke rij huizen verloren. In de middag konden dertien Tiger de brug oversteken, de wrakken van de eerdere aanvalspoging opzijschuivend. Tijdens een korte wapenstilstand werden de Britse gewonden in gevangenschap overgedragen aan de Duitsers, daaronder Frost zelf. Slechts in een paar huizen van de westrij werd op het einde van de dag nog weerstand geboden.

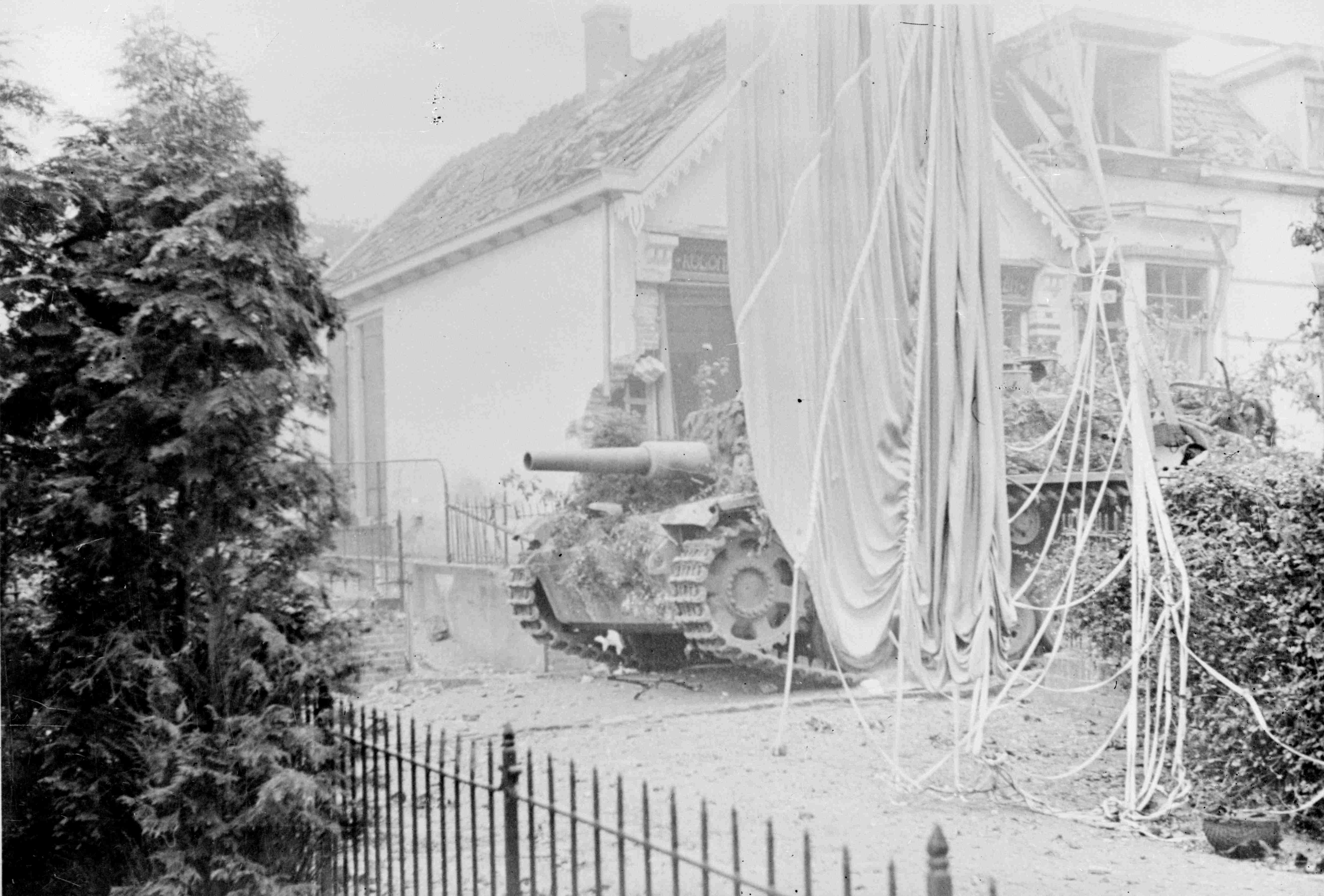
Een 10,5 cm
Sturmhaubitze 42, een van de drie in Oosterbeek

Ook in de op 19 september gevormde perimeter, verdedigingsomtrek, rondom Oosterbeek werd zwaar gevochten. In de ochtend waren er van de tienduizend gelande troepen van de 1e Luchtlandingsdivisie er slechts drieduizend over in Oosterbeek en ongeveer vijfhonderd bij de brug. 
De 4th Parachute Brigade probeerde zich bij dageraad van de spoorlijn naar het dorp terug te trekken maar kon dit niet onder dekking doen zodat weer zware verliezen werden geleden. 
Het verdedigde gebied was van noord naar zuid ruim twee kilometer lang en van oost naar west een kilometer breed. De oostflank ervan liep nu dwars door Oosterbeek. In het zuiden rustte de verdediging op de Nederrijn. Voorlopig bevonden beide partijen zich in een patstelling. De Britten konden onmogelijk oprukken. Plannen om de 52nd Airlanding Division bij Oosterbeek af te zetten werden afgewezen en zouden vermoedelijk op een catastrofe zijn uitgelopen omdat niet duidelijk was dat de landingsterreinen gevallen waren. Afgeworpen voorraden vielen grotendeels op Duitse stellingen. 
Door het ontbreken van radiocontact was ook effectieve luchtsteun onmogelijk. Maar de Duitsers konden de ingesloten Britten ook niet simpelweg overlopen. Ze hadden geen duidelijke numerieke meerderheid en hun losse slecht getrainde gevechtsgroepen toonden weinig samenhang. Ze hadden maar een handjevol pantservoertuigen en weinig artilleriesteun. De Britten hadden geluk dat Model zoveel mogelijk gevechtskracht concentreerde op Nijmegen. De landing van de Poolse brigade werd weer een dag uitgesteld.
Bij het Brabantse Eerde hadden op 20 september weer zware gevechten plaats, waarbij een groot deel van het dorp in puin geschoten werd. Aan het einde van de dag hadden de Amerikanen het plaatsje echter opnieuw in handen. Student had de 59e ID opdracht gegeven via Eerde Veghel aan te vallen dat hij als zwakke punt in de geallieerde opmarsroute zag. 
Bij Son poogde de 107e PB opnieuw door te breken maar nu lagen Shermans in hinderlaag om dit te voorkomen. Na een verlies van zeven Panthertanks moest men de poging opgeven. Op verschillende plaatsen kwamen nieuwe Duitse versterkingen tot grotere aanvallen. 
Vijf bataljons van het II. Fallschirmjäger Korps veroverden Mook en konden pas na hevige strijd verdreven worden. Omgekeerd probeerden de geallieerden gebruik te maken van het ontbreken van een gesloten frontlijn om de corridor te verbreden. Een bataljon bevrijdde Dinther en toen Heeswijk, plaatsjes die na de eerste dag weer verloren waren gegaan. Van Grave uit rukte men helemaal op naar Oss, waar grote voorraden voedsel buitgemaakt werden.

### Dag 5: donderdag 21 september

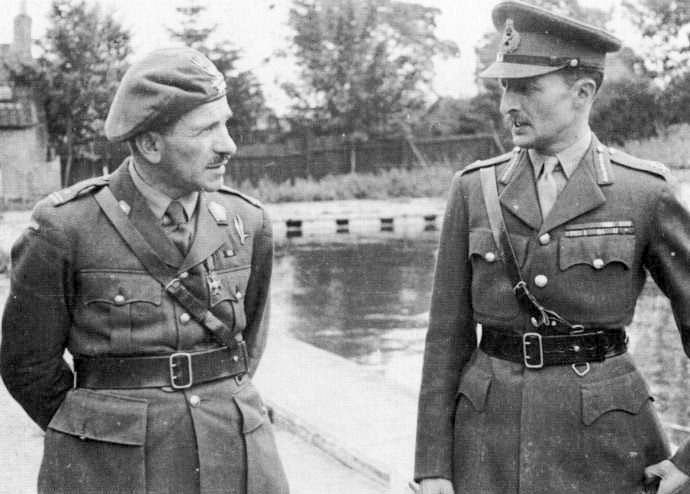
Sosabowski en Browning

Op 21 september werd laat in de ochtend door de Duitsers het laatste Britse verzet bij de verkeersbrug van Arnhem opgeruimd. In de nacht hadden groepjes soldaten geprobeerd uit te breken, meestal zonder succes. Van de ongeveer 740 Britten die de brug verdedigden, sneuvelden er eenentachtig. 
De brug werd door de Duitsers gebruikt om verdere versterkingen naar de Betuwe over te brengen die de aanval van de Britse grondtroepen richting Arnhem moesten tegenhouden. Men vormde een blokkade bij Elst op vijf kilometer van de brug. De opmarsroute van Lent naar Elst, over een dijkweg in open terrein, maakte oprukkende tanks tot een eenvoudig doelwit. Daarbij waren de Tiger en enkele Panthertanks beter bewapend en gepantserd dan de standaard Shermantanks, zodat ze die zonder risico op grote afstand konden afschieten. Het radiocontact met Typhoons die luchtsteun moesten verlenen viel uit. Nadat enkele Shermans waren uitgeschakeld, gaven de Britten hun doorbraakpoging op.

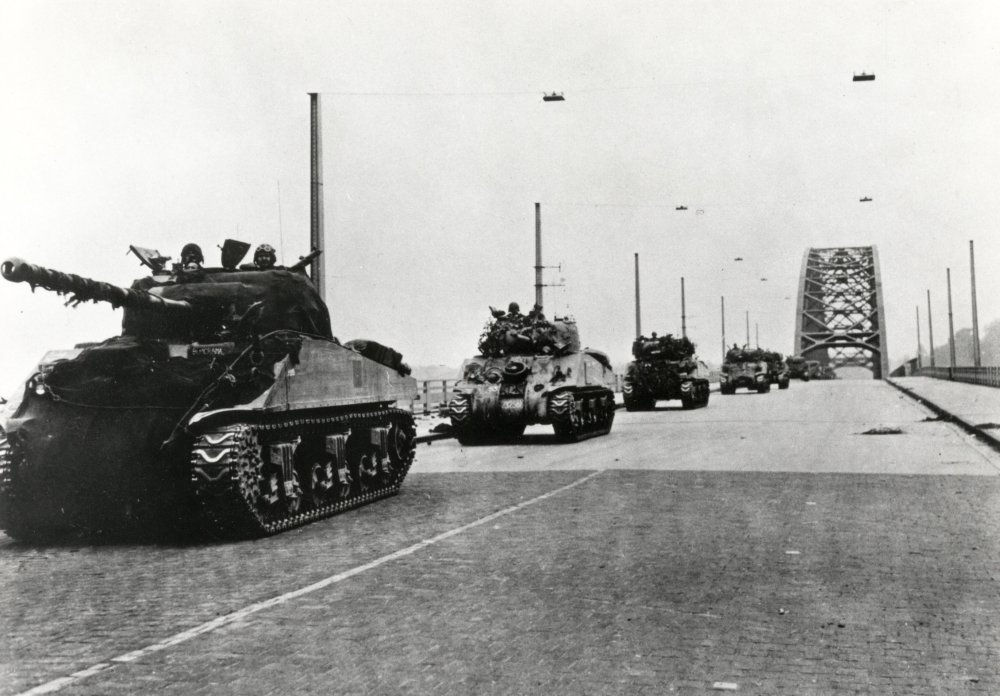
Britse tanks trekken over de Waalbrug

De Poolse brigade kon nu eindelijk landen. Het doelwit was echter niet meer de zuidelijke oprit van de verkeersbrug. Men landde bij Driel ten zuiden van Oosterbeek in de hoop die plaats alsnog voldoende te versterken om een doorbraak naar het noorden mogelijk te maken. Het weer was nog steeds slecht. Een belangrijk deel van de vliegtuigen kon zich in het dichte wolkendek boven de Noordzee niet oriënteren en keerde terug naar Groot-Brittannië. Zo werd maar de helft van de brigade afgeworpen. 
Driel was door de Duitsers bezet en hun luchtafweer bij Oosterbeek probeerde zo veel mogelijk Britse vliegtuigen neer te halen. Desalniettemin bleven de Poolse verliezen beperkt. De Poolse liaison in Oosterbeek zwom de Nederrijn over om contact te leggen. Hij gaf aan Stanisław Sosabowski het bevel van Urquhart, die zich ondertussen weer bij zijn troepen bevond, door om zich persoonlijk bij hem te voegen. De Poolse commandant vreesde echter dat hierdoor een chaos in de bevelvoering zou ontstaan.
In Oosterbeek probeerden de Duitsers de perimeter van de Rijn te scheiden maar na zware gevechten bleef de frontlijn nagenoeg dezelfde. Dit was mede dankzij de hulp van de middelzware artillerie van de Britse 43rd Infantry Division die nu Nijmegen bereikt had en met wie men bij toeval radiocontact had weten te leggen. Ondanks een afstand van vijftien kilometer ondersteunde men effectief de perimeter.
De Britten vroegen versterking van enkele batterijen zware Amerikaanse 155mm M59 'Long Tom' artillerie. De Amerikanen konden met hun geavanceerde centrale vuurleiding snel op dreigingen reageren en de 155mm granaat was accuraat en zwaar genoeg om bij een voltreffer het bovendek van Duitse tanks te kraken. Wel veroverden de Duitsers tegen forse verliezen de heuvel van de Westerbouwing aan de westelijke zuidoever zodat ze de enige oversteekplaats naar het zuiden met vuur konden bestrijken. 
Veel zwaarder aanvallen liggen in het verschiet want in Arnhem arriveert nu het 117e Regiment Artillerie. Doordat nog steeds de meeste bevoorrading op de Duitsers afgeworpen werd, begonnen munitie en voedsel schaars te raken. Ook was groot gebrek aan water: men overleefde op het schaarse regenwater.
In Noord-Brabant volgden aanvallen en tegenaanvallen bij de corridor elkaar op. Deze dag bevrijden de Amerikanen tijdelijk Schijndel. Het ondersteunende Britse XIIe en VIIIe Korps die de schouders van de doorbraak moesten verbreden, begonnen nu pas het Wilhelminakanaal en de Zuid-Willemsvaart te naderen.

### Dag 6: vrijdag 22 september

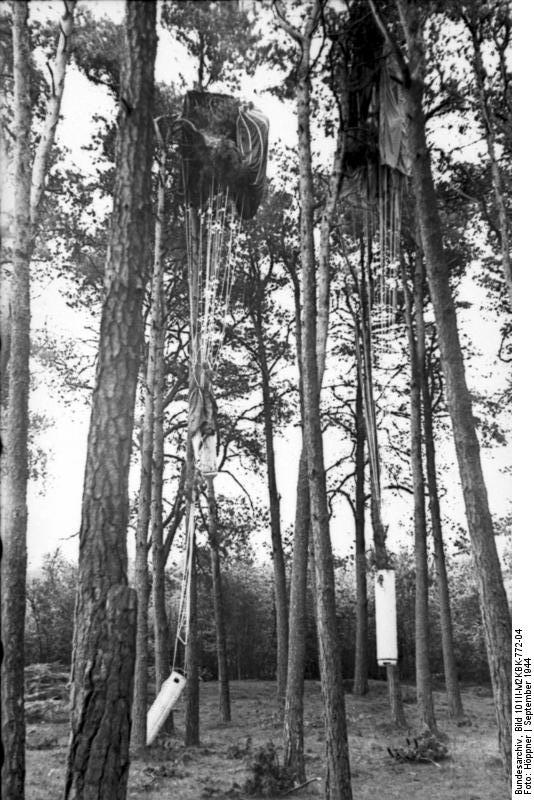
De meeste afgeworpen voorraden vielen in Duitse hand

Op 22 september werd een geplande zware Duitse aanval op de Britse parachutisten in de perimeter uitgesteld. In plaats daarvan zetten de Duitsers ruim tweeduizend man in tegen de op 21 september gelande Polen. 
Een verkenningsonderdeel van het Britse 30e Legerkorps, de Household Cavalry, wist in de ochtend via omwegen Driel te bereiken, waarmee eindelijk contact gemaakt werd met de uiterste landingstroepen. Urquhart kon nu doorgeven hoe ernstig zijn situatie was. Hij waarschuwde dat als er in de komende nacht geen munitie en voedsel aangevoerd werd, zijn verdediging het zou begeven. 
Het Britse opperbevel, hopend de operatie alsnog tot een succes te maken, zag in die situatie vooral een kans om toch een bruggenhoofd over Nederrijn te scheppen. Onmiddellijk werden er plannen gemaakt om de perimeter rondom Oosterbeek te versterken met de Poolse troepen. Hier kwam echter weinig van terecht. 
De Polen moesten de Duitsers afslaan en zij hadden nauwelijks beschikking over boten. Bovendien lag de oversteekplaats onder Duits vuur vanaf de hoge oeverwal bij de Westerbouwing. Uiteindelijk worden er tweeënvijftig Polen in kleine rubberbootjes de Rijn overgezet. Twee amfibische trucks die voorraden hadden moeten aanvoeren, blijven echter steken in de uiterwaarden.

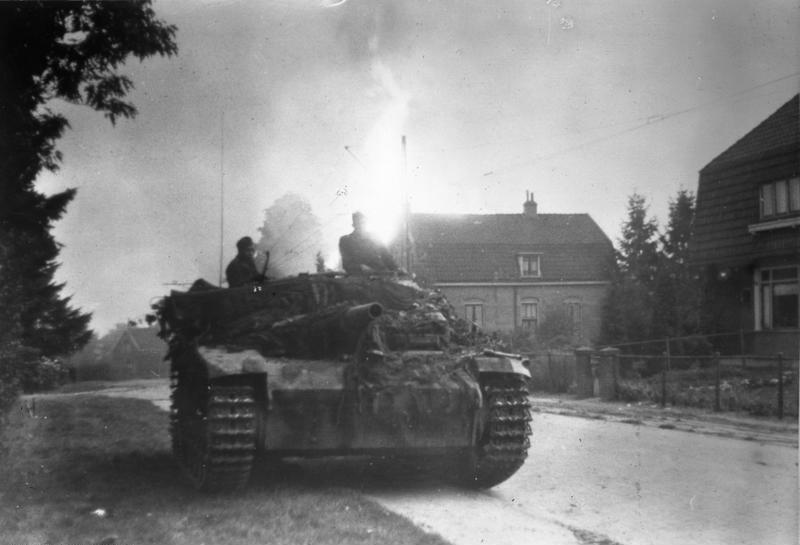
Steun van voertuigen als een Sturmhaubitze was essentieel voor de Duitse aanvallen

De Duitse eenheden rond de perimeter raakten abgekampft: ze komen niet meer vooruit zonder steun van pantservoertuigen. Een kleine tweeduizend ongetrainde rekruten worden terug naar Duitsland gestuurd.
Bij Elst loopt de Schwere Panzer Kompanie Hummel die ochtend in een hinderlaag en veriest vijf Tigertanks.
Ondanks het voorlopige succes bij Arnhem maakte het Duitse opperbevel zich grote zorgen over de algehele strategische situatie. Men vreesde dat de geallieerden geleidelijk hun twintigvoudige overmacht aan tanks aan het westfront in de Betuwe zouden gaan concentreren, zodat de verdediging bij Arnhem het alsnog zou begeven. Zelf zouden ze 104 tanks en gemechaniseerd geschut bij elkaar schrapen om bij Arnhem in te zetten maar dit schamele totaal vertegenwoordigde nog steeds een vijfde van hun totale sterkte in het westen. De eenvoudigste manier om een doorbraak voorkomen was het afsnijden van de corridor. 
Model, die nog steeds pretendeerde de Waalbrug te kunnen heroveren, begon grote druk op Student uit te oefenen eens gebruik te maken van de kwetsbare flanken van de opmarsroute. Student had echter maar beperkte middelen tot zijn beschikking. Zijn belangrijkste pantserreserve, de 107e PB, kon van het oosten uit de Dommel of de Zuid-Willemsvaart niet over. Daarom werd Veghel als nieuw aanvalsdoel aangewezen. De opmars daarheen moest gecoördineerd worden met een westelijke aanval van de 59e ID uit de omgeving van Schijndel.
Aangezien de Duitse opbouw rond Schijndel duidelijk zichtbaar was, besloten de Amerikanen de aanval voor te zijn door het dorp te heroveren. Hun aanvallen uit Heeswijk en Eerde stuiten niet op noemenswaardige tegenstand. Dan volgt het bericht dat de 107e PB gesteund door Kampfgruppe Walther noordelijk van Veghel bij het kerkdorp Mariaheide de corridor heeft doorbroken. Ondersteunende Britse tanks moesten overhaast Schijndel weer verlaten om Veghel te redden. Bij een tegenaanval uit Grave lukte het maar net te voorkomen dat Uden valt maar de Duitsers maakten van de verwarring gebruik om Eerde opnieuw in te nemen. Pas na 24 uur lukte het de geallieerden om de 107e PB terug te slaan en de corridor te heropenen. De aanvoer naar Nijmegen werd hierdoor ernstig belemmerd. Het verklaart ook waarom Amerikaanse vrachtwagenchauffeurs het over 'Hell's Highway' hadden. De noordelijkere positie van de 107e PB maakte het het VIIIe Korps mogelijk om Helmond te bevrijden.
Wegens de spoorwegstaking van 1944 besloten de Duitsers deze dag als straf alle aanvoer naar West Nederland stil te leggen. Eerder werd overwogen om de havens van Amsterdam en Rotterdam systematisch te vernietigen, maar men vreesde dat dit een volksopstand zou kunnen uitlokken, die de verzwakte bezettingstroepen mogelijk niet zouden kunnen onderdrukken. Over het algemeen overschatten de Duitsers de militaire capaciteiten van het verzet. Ze waren ook bang voor aanvullende geallieerde lucht-  of zeelandingen in Holland.

### Dag 7: zaterdag 23 september

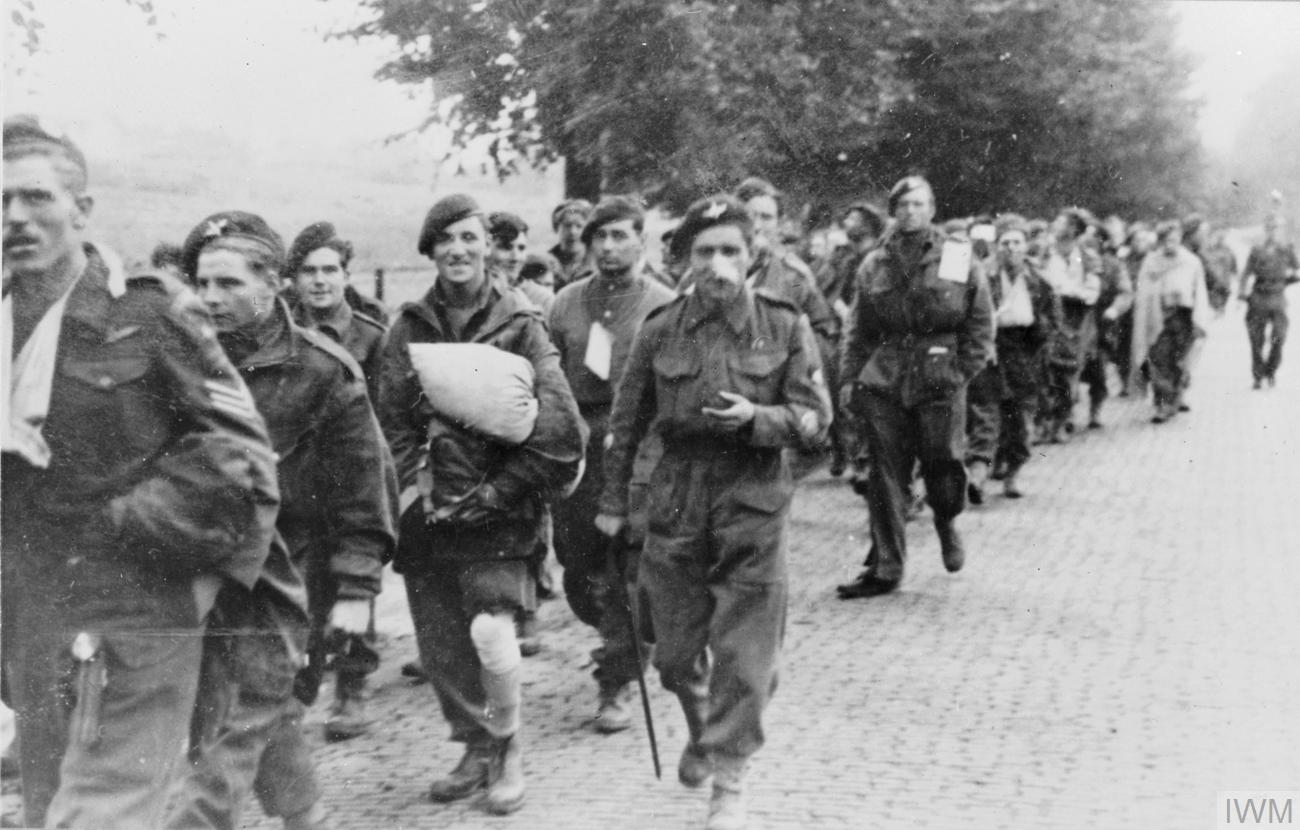
Britse lichtgewonden worden lopend afgevoerd

Op 23 september werd rondom de perimeter hard gevochten en de Duitsers probeerden met sluipschutters en artilleriebeschietingen de Britse paratroepen murw te beuken. Het Duitse artillerievuur was het hevigste tot nu toe. Daarentegen verzwakte het ondersteuningsvuur door het XXXe Korps wegens munitiegebrek door het tijdelijk afsnijden van de aanvoerroute. De omringde Britten hadden een chronisch gebrek aan voedsel, medicijnen en munitie. Voor het eerst kregen ze nu flinke luchtsteun, maar die baatte weinig omdat voornamelijk de luchtdoelbatterijen werden aangevallen. 
Nog steeds bleek het onmogelijk om het afwerpen van voorraden goed te coördineren. De Duitsers gaven valse fakkelsignalen zodat alsnog 90% van de dagelijkse droppings in vijandelijke handen viel. Ondanks de luchtaanvallen op de Duitse luchtafweer werden de transportvliegtuigen zwaar beschoten. Bij iedere missie raakte de helft van de Dakota's beschadigd. Het moment was niet ver meer dat de vluchten wegens de uitval zouden moeten worden beëindigd.
Op dit moment kreeg het Britse opperbevel grote twijfel of de operatie nog wel haalbaar was. Men besloot voorlopig de perimeter te blijven versterken en op 24 september te beslissen over een mogelijke evacuatie over de Nederrijn. Ondertussen probeerden de Duitsers in de Betuwe richting Driel op te rukken. Zelf werden ze aangevallen bij Elst.
De Duitse Wehrmacht verordonneerde deze dag de evacuatie van de burgerbevolking van Arnhem. Ook werden Britse gewonden die nog konden lopen geëvacueerd uit Hotel Schoonoord dat midden op de frontlijn in Oosterbeek lag en door beide partijen als noodhospitaal werd gebruikt.
In de avond werden bij Zevenaar twee compagnies van de Schwere Panzer-Abteilung 506 uitgeladen, uitgerust met de Königstiger. Een compagnie was bestemd voor de Betuwe, de andere voor Oosterbeek.
De Duitsers zetten de aanvallen op de brug bij Veghel door. Uit het westen rukte het 6. Fallschirmjäger Regiment op waarvan de slecht getrainde troepen bij Eerde echter zware verliezen leden. Aan de oostzijde poogde de 107e PB weer door te stoten. 
De geallieerden zagen dit als een goede gelegenheid zich van deze lastposten te ontdoen. De eenheid werd uit de richting van Uden aangevallen door een bataljon Shermantanks dat uit Nijmegen was teruggestuurd en daarna bestookt door Typhoons. De plaatsvervangende brigadecommandant en de commandanten van het pantserbataljon en het pantsergrenadierbataljon sneuvelden. De brigade was de grootste Duitse pantsereenheid in de slag geweest maar van de oorspronkelijke negenendertig Panthers was er in de avond nog maar een dozijn over. Het VIIIe Korps rukte over Helmond op naar Asten en Gemert en dit dwong de 107e PB zich verder naar het oosten terug te trekken. De corridor zou zich nu snel in die richting verbreden.
Bij Nijmegen landde nu eindelijk het 305. Glider Infantry Regiment. Dat kon meteen gebruikt worden om Groesbeek te beschermen want de Duitsers versterkten hun front in het Reichswald met de 190. Infanterie-Division. Op dezelfde positie landde de helft van de Poolse brigade die op 21 september omgekeerd was.

### Dag 8: zondag 24 september

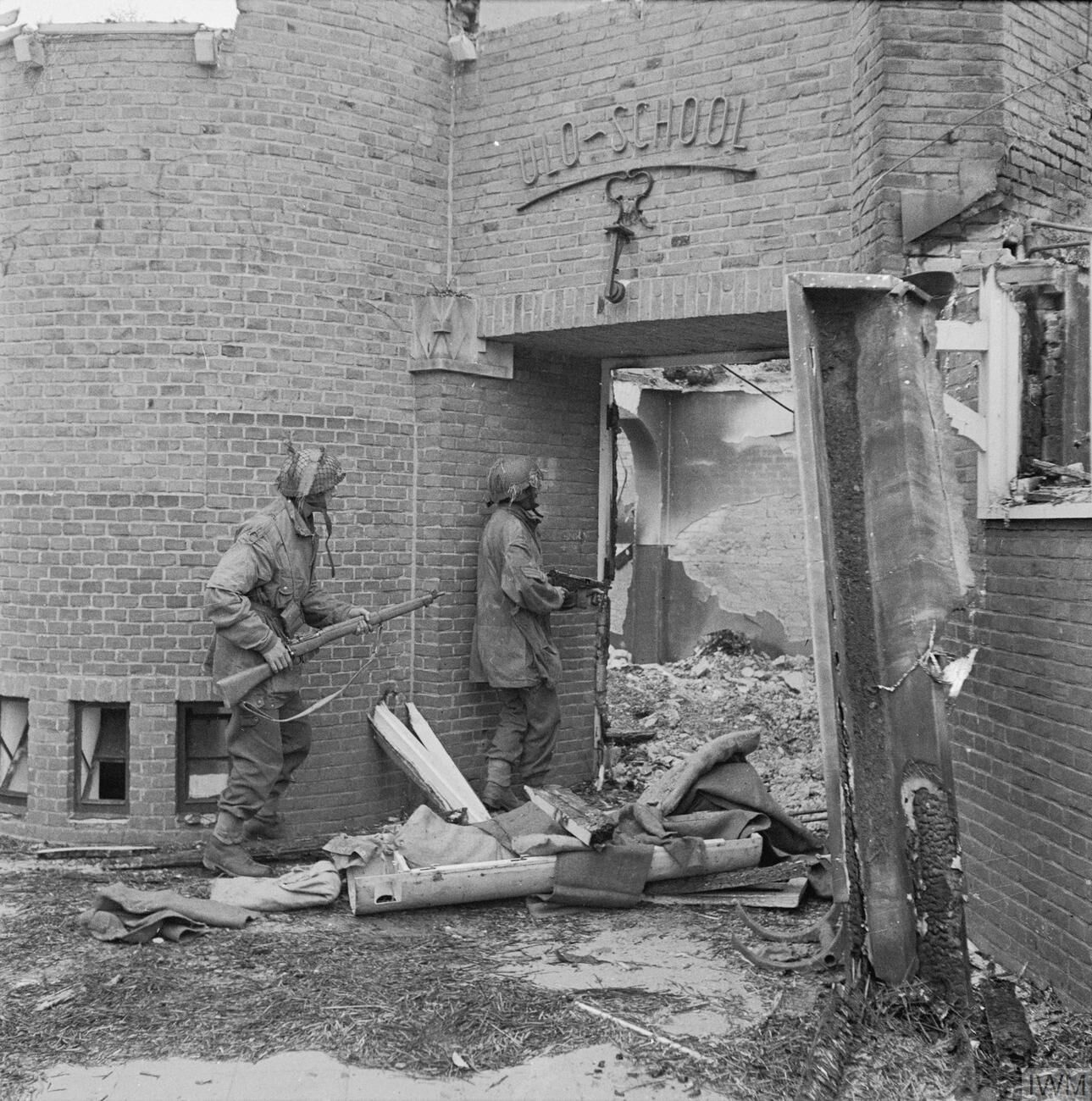
Twee sergeanten kammen een beschadigde school te Oosterbeek uit op zoek naar Duitse scherpschutters

In de nacht van 24 september wisten nog eens 153 Polen van het 3e Bataljon op tien boten de Rijn over te steken en versterkten de perimeter. 
Die dag hield Horrocks, de bevelhebber van het 30e Britse Legerkorps, met andere commandanten de Conferentie van Valburg. Horrocks had van het opperbevel carte blanche gekregen om over het lot van de operatie te beslissen. Hij was vermoedelijk al tot de conclusie gekomen dat een evacuatie onvermijdelijk was. 
De Poolse en Britse verslagen van het krijgsberaad verschillen nogal. Volgens de Polen probeerden de Britten de schuld af te schuiven voor het mislukken van de operatie, door opzettelijk te pretenderen dat men het offensief wilde voortzetten, maar daarvoor zulke halfslachtige maatregelen te suggereren dat het heethoofd Sosabowski ze gegarandeerd zou afwijzen. Men beval het bataljon van de 4th Dorsets de rivier over te steken samen met een Pools bataljon, wat onvoldoende was om de positie te houden. 
De feitelijke situatie maakt de Poolse interpretatie aannemelijk. Oosterbeek gebruiken als bruggenhoofd zou een pontonbrug of het slaan van een noodbrug vereisen. Dat was niet uitvoerbaar zolang het oversteekpunt onder direct Duits vuur lag. Om de perimeter voldoende te verwijden zou de oversteek van een van Horrocks infanteriedivisies nodig zijn. Voorlopig ontbraken echter de middelen om die over te zetten of bevoorraden. Het zou wel een paar weken kunnen duren voordat voldoende amfibisch materieel was aangevoerd. Zelfs als de 1e Luchtlandingsdivisie het zo lang kon uithouden, konden de Duitsers in de tussentijd de sector met reguliere infanteriedivisies versterken wat zou uitlopen op het soort uitputtingsslag waaraan de dure en in hun mankracht beperkte geallieerde eenheden beter niet verspild konden worden.
De gevechten aan de perimeter gingen eerst in alle hevigheid voort. Voor het eerst bestookten Typhoons effectief de Duitse fronttroepen, vooral pantservoertuigen en artillerie, waarvan het vuur merkbaar afnam. Opnieuw vielen de meeste afgeworpen voorraden in Duitse handen. Het arriveren van de Polen deed het Britse moreel stijgen. In de middag was er een staakt-het-vuren van vier uur waarin zwaargewonden uit het niemandsland en de noodhospitalen naar Arnhem en Apeldoorn werden afgevoerd. Bittrich had hierin toegestemd zonder Model te raadplegen.
De Duitsers werden uit Elst verdreven en moesten een positie innemen bij Elden, dichter bij de brug.
Tussen Veghel en Nijnsel overviel bij Koevering een geïnfiltreerd Duits bataljon een Britse transportcolonne en blokkeerde de corridor twee dagen. Het nieuws van de aanval was de nekslag voor de operatie. Horrocks kon nu zonder gezichtsverlies besluiten om de overgebleven troepen uit de perimeter te evacueren.

### Dag 9: maandag 25 september

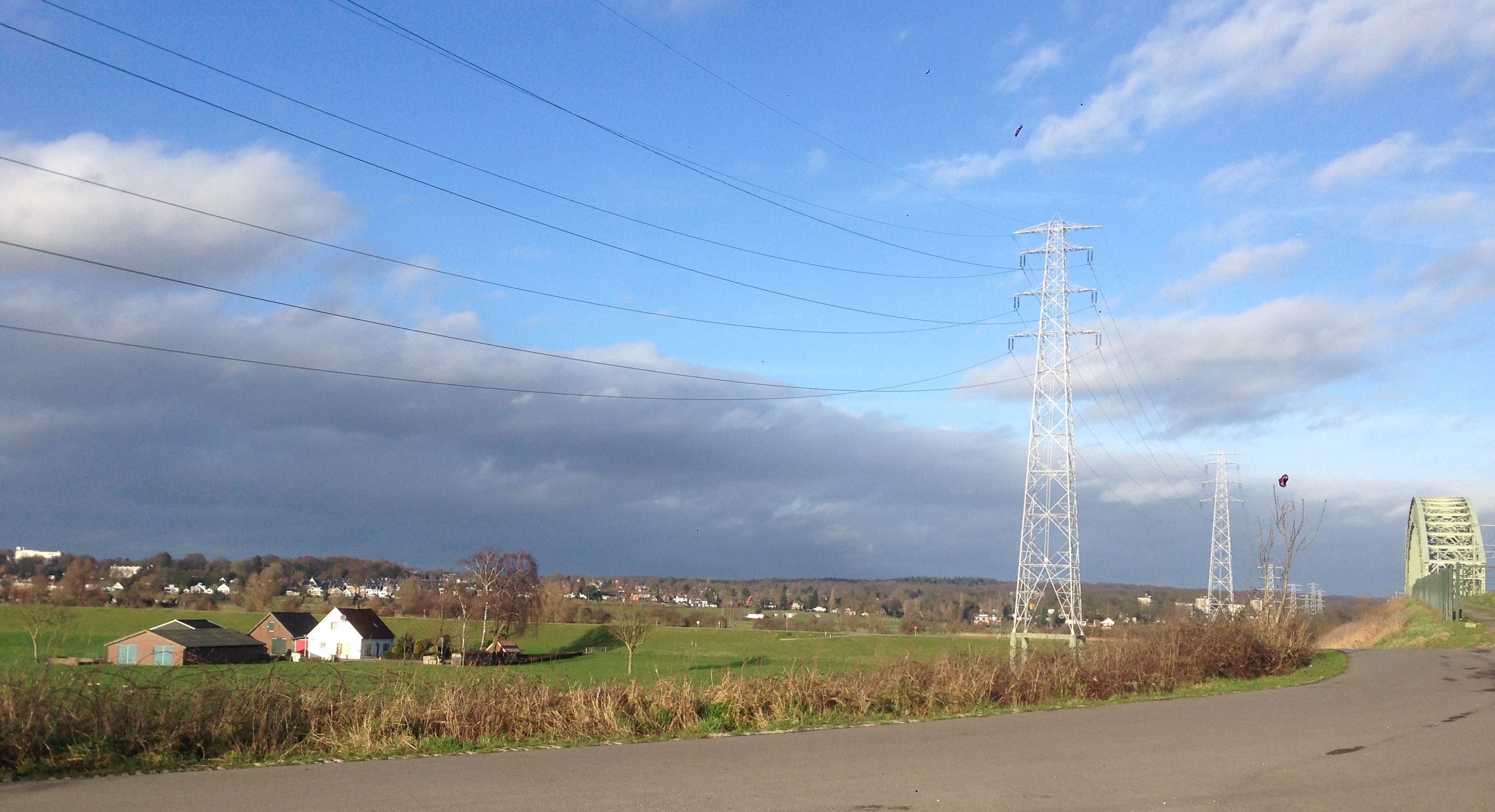
De plek waar de geallieerden de Rijn probeerden over te steken. Op de achtergrond is Oosterbeek te zien

In de vroege nacht van 25 september stak het 4th Dorsets over. De commandant ervan had als enige te horen gekregen dat deze hele zaak slechts diende om de Duitsers te misleiden zodat de evacuatie toch als een verrassing zou komen. Hij moest slechts een deel van het bataljon selecteren, een keuze die voor velen een doodvonnis zou zijn: van de kleine vierhonderd man die overstaken zou slechts de helft weer terugkeren. Uiteindelijk waren maar negen rubberboten voor de oversteek beschikbaar. Een deel van de troepen landde ook nog eens aan de Westerbouwing en werd vrijwel meteen gevangen genomen. 
Tegelijkertijd moesten meer Polen oversteken. Daarvan kwam weinig terecht, omdat de beschikbare boten voor de Britten gereserveerd werden; zoals de Polen al hadden gevreesd werd het na de oorlog zo voorgesteld dat hun 'onwil' een belangrijke factor zou zijn geweest om de operatie af te blazen, hoewel al tot de terugtocht besloten was en werden ze welbeschouwd opgeofferd.
De hele dag werden voorbereidingen getroffen om de paratroepen uit Oosterbeek te evacueren. Boten werden gereed gemaakt en de strategie werd nog eens doorgenomen. De Polen zouden als laatste de overtocht naar het zuiden maken, nadat ze de Britten hadden gedekt in hun overtocht. Gewonden moesten achterblijven, verzorgd door het medisch personeel.
Deze dag kwam de compagnie Königstiger aan bij Oosterbeek. De zware tanks bleken echter niet zeer geschikt voor de gevechten in de nauwe straten waarin ze nauwelijks manoeuvreren of hun toren draaien konden. Ze vernietigden ook het wegdek. Toch werd gepoogd de verdediging door pure intimidatie te laten instorten. Eén Tiger II rukte op naar het centrum van de perimeter en boog naar het zuiden af over de Weverstraat wat de Britten van de rivier dreigde af te snijden. Granaten van het 6-pondergeschut kaatsten zonder effect van het dikke pantser af. Daarop schoten 75 mm houwitsers een rupsband kapot. Het bewegingloze voertuig werd vernietigd door PIATs. Hierop besloot men de dure tanks maar achter te houden.

### Dag 10: dinsdag 26 september
In de nacht van 25 op 26 september, ongeveer van 21:45 af, vond de grootschalige evacuatie plaats met als codenaam Operatie Berlin. Tegelijkertijd deed de 43e ID een schijnaanval bij Renkum alsof men daar een tweede bruggenhoofd wilde vestigen en de Duitsers in de rug aanvallen. 
Onder dekking van zware regenval en hevige artilleriebeschietingen vanuit Nijmegen die een barrage rond de hele perimeter handhaafden, voeren tientallen stormboten van de 43e Infanteriedivisie, versterkt door Canadese genie, af en aan om de ongeveer 2400 manschappen naar de zuidelijke Rijnoever te brengen. Er waren echter te weinig boten, waardoor niet iedereen op tijd kon worden overgezet. Kleine eenheden bewaakten de frontlijn en konden niet meer worden teruggenomen omdat het begon te schemeren. Dit trof vooral de Polen. 
De Duitsers schijnen niet in de gaten te hebben gehad dat men evacueerde en vreesden eerder verdere versterkingen die men probeerde te verhinderen met mortiervuur dat tot veel slachtoffers onder de vluchtende Britten leidde. Sommige soldaten zwommen naar de overkant of verdronken tijdens hun poging daartoe. Die nacht slaagden 2163 man erin om de rivier over te steken, waaronder ruim vierhonderd piloten van zweefvliegtuigen. Van de 1e Luchtlandingsdivisie zelf was zo ruim driekwart vernietigd. Bij het aanbreken van de dag werd de evacuatie gestaakt. Duits vuur maakte verdergaan onmogelijk. De gewonden werden samen met de medische eenheden achtergelaten. De Duitsers ruimden snel iedere verdere weerstand op. Daarbij namen ze nog zo'n zeshonderd man krijgsgevangen.

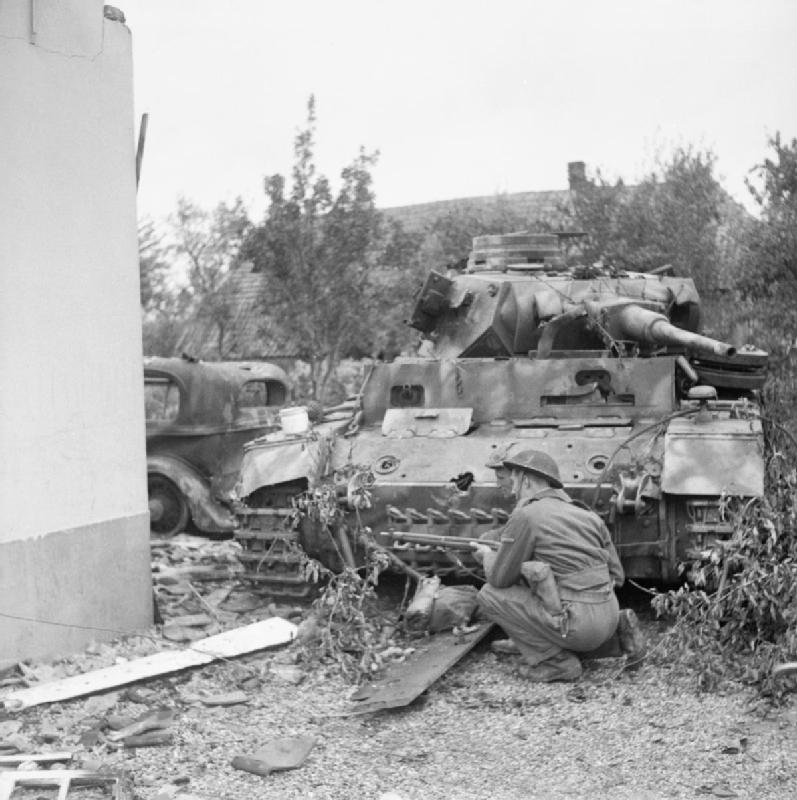
Een oude Panzerkampfwagen III in de Betuwe

Vergeleken met het oorlogsgeweld van de voorafgaande dagen daalde een opvallende stilte neer over Oosterbeek en omstreken. De bewoners van het dorp en Arnhem kregen van de Duitsers het bevel het gebied te verlaten. In het zuiden in de sector van de 101e Luchtlandingsdivisie werd de corridor door de geallieerden weer geopend. Arnhem was niet meer de eindbestemming van de route; de nieuwe frontlijn lag bij Nijmegen.
Later slaagden tijdens Operatie Pegasus I dankzij Nederlandse hulp nog eens 138 man, die zich op de Veluwe bij Nederlandse gezinnen verborgen hadden gehouden, erin om als één groep naar de overkant van de Rijn overgezet te worden. 
Een tweede poging in november 1944, Pegasus II, draaide uit op een mislukking toen men op een Duitse eenheid stuitte. De meeste deelnemers raakten in krijgsgevangenschap en verschillende Nederlandse verzetsmensen moesten de operatie met de dood bekopen. 
Men zag hierna af van dergelijke evacuaties. Individuele geallieerden werden in de komende maanden door de Biesbosch naar het zuiden gesmokkeld, daaronder de brigadegeneraals Hackett en Lathbury, die eerst in het Elisabeths Gasthuis waren doorgegaan voor korporaal eerste klasse, en vervolgens onderdoken.

## Resultaat

Deze poster van het Actie-comité Opbouw Nijmegen uit oktober 1945 moest onder de publieke aandacht brengen hoeveel schade de stad met name door het bombardement van 22 februari 1944 en tijdens de geallieerde opmars had opgelopen en dat er nog steeds hulp nodig was om de humanitaire crisis op te lossen.

Eind september 1944 strandde operatie Market Garden in de Betuwe. Het oorlogsfront verstarde langs de Linge. De geallieerden vernietigden in oktober zelf door bombardementen de verkeersbrug van Arnhem. Een groot deel van de Betuwe werd overstroomd nadat de Duitsers op bevel van Kurt Student de Rijndijk bij Elden op 2 december 1944 hadden opgeblazen. Hij voorzag daarbij niet, dat ook de Duitse stellingen zouden onderlopen. Ruim tweeduizend Britten en Polen waren gesneuveld of werden vermist. Van de Britten waren ook nog eens ruim zesduizend man krijgsgevangen genomen, waarvan velen gewond. Ook vierduizend Amerikanen en vijfduizend Duitsers sneuvelden of raakten gewond. De 1e Luchtlandingsdivisie zou nooit meer worden ingezet.
Voor Nederland hadden zowel de operatie zelf als de mislukking ernstige gevolgen. Er vielen ongeveer 3.600 burgerdoden door gevechtshandelingen. De Spoorwegstaking met als Duitse represaille om de voedselvoorziening te staken leidde in het westen van Nederland tot de hongerwinter die nog eens een dertigduizend slachtoffers vergde.
Montgomery had gehoopt met onder meer deze operatie de oorlog al voor kerstmis 1944 te beëindigen. Door prioriteit te geven aan de rivierbruggen liet hij na de Scheldedoorgangen veilig te stellen, hetgeen de strijd juist met een half jaar verlengde. Het vastlopen van het front stond de Duitsers toe reserves op te bouwen voor het Ardennenoffensief. Het is ook de vraag of Montgomery geen overspannen verwachtingen had van een succes van de operatie. Eisenhower had al besloten niet direct naar Berlijn op te rukken. Een doorstoot naar het IJsselmeer zou het Duitse 15e Leger in het westen van Nederland dan wel hebben afgesneden, maar het had evengoed een hardnekkige verdediging kunnen voeren, bevoorraad over de Afsluitdijk. Een van de directe doelen van de operatie, het industriële Ruhrgebied, werd overigens in de volgende maanden grotendeels lamgelegd door bombardementen.
Over het algemeen wordt de uitkomst van Market Garden tegenwoordig als een evidente nederlaag gezien. De Duitse propaganda begon dat al in 1944 uit te buiten. Als reactie stelden de geallieerden de operatie als een bijna volkomen succes voor, waarin alleen op het eind iets misging. Eisenhower noemde de operatie gedeeltelijk geslaagd, omdat het minder bekende doel, het beveiligen van de sector Antwerpen, wel was bereikt. Een ander belangrijk concreet doel dat werd bereikt was de Maasovergang en het bezetten van de posities van Groesbeek die het Reichswald domineerden. In de winter zouden de Britten daar doorheen de Westwall omtrekken.
In de latere analyses van de slag, probeerden de betrokken commandanten hun eigen rol zo mooi mogelijk voor te stellen en anderen de schuld te geven van de mislukking. De landmacht verweet de luchtmacht dat ze landingszones hadden uitgekozen die veel te ver van de bruggen lagen. Browning meende dat Urquhart onvoldoende leiding had gegeven aan de gevechten in Arnhem die daardoor met een fataal amateurisme waren uitgevoerd. Urquhart nam Browning kwalijk dat hij de aanwezigheid van Duitse pantserdivisies verzwegen had en de brug bij Nijmegen niet meteen liet veroveren. De Britten beschuldigden de Polen ervan dat ze onwillig waren aan te vallen en de Polen de Britten dat ze de mislukking in hun schoenen wilden schuiven. De Amerikanen beklaagden zich over een algemene Britse traagheid, vooral bij de opmars van het XXXe Legerkorps.
Al in 1944 stelde Winston Churchill dat in zoverre de slag als een mislukking moest worden gezien, het dan toch een heldhaftig falen was. De Britse historicus Antony Beevor wierp in de eenentwintigste eeuw tegen dat al die heroïek vermeden had kunnen worden door Operatie Market Garden correct te plannen. Het offensief was zijns inziens een erg ondoordacht en amateuristisch plan en bij voorbaat gedoemd te mislukken, door een fundamenteel verkeerde opzet. Door de luchtlandingstroepen ver van de brug te laten landen verdween elk verrassingseffect, hetgeen juist het grootste voordeel was van de inzet van parachutisten. Beevor schrijft: "Market Garden faalde omdat het feitelijk inging tegen de militaire logica, omdat er geen rekening werd gehouden met dat er iets mis kon gaan, en evenmin met de aannemelijke reactie van de vijand. De meest voor de hand liggende reactie was dat de Duitsers de bruggen bij Nijmegen zouden opblazen, en alleen omdat Model zelf tegen de militaire logica inging was er nog enige hoop dat Market Garden succesvol zou zijn. Alle andere onvolkomenheden die aan het licht kwamen, zoals de slechte communicatiemiddelen en het gebrek aan grond-luchtverbinding, verergerden het centrale probleem alleen maar".
Krijgskundige analyses van de slag wijzen er typisch op dat de Duitsers zich bevonden in een combinatie van strategische zwakte en geografische sterkte. Geografisch gezien boden de Rijnposities en de Westwall uitstekende verdedigingsmogelijkheden. De strategische zwakte bestond hierin dat men bijna geen leger meer overhad om die verdediging te voeren. Vooral een nijpend tekort aan tanks speelde de Duitsers parten. Op zich was het dus rationeel van Montgomery dat uit te willen buiten door snel een Rijnovergang te forceren. Door de korte voorbereidingstijd hadden de luchtlandingstroepen echter zelf ook geen pantservoertuigen. Luchtlandingstanks, amfibische tanks en bruggenleggers waren alle geproduceerd maar werden niet ingezet. De luchtlandingstroepen misten zo het vermogen op operationeel niveau effectief manoeuvres uit voeren, zeker als daarbij het doel was van buitenaf hele steden te veroveren. Stedelijke bebouwing maakte van ieder Duits pantservoertuig een vrijwel onoverkomelijk obstakel en compenseerde het Duitse gebrek aan infanterie. 
Het was dus voor de geallieerden van het grootste belang meteen bruggen in te nemen zodat men zich daar verdedigend kon verschansen; over diezelfde bruggen konden snel pantsertroepen oprukken. De operatie had derhalve een veel grotere kans van slagen gehad indien de bruggen via door zweefvliegtuigen aangevoerde teams waren overvallen. Zo de Betuwe ongeschikt was voor landingen van transportzweefvliegtuigen, had men bij de zuidelijke oprit van de brug van Arnhem en de noordelijke oprit van de brug van Nijmegen een bataljon parachutisten kunnen droppen. Dat zou het de Duitsers lastig hebben gemaakt versterkingen Nijmegen in te sturen. Britse tanks hadden dan al in de avond van de 18e september bij Arnhem contact kunnen maken.

## Bekende deelnemers aan de slag
- Richard Adams: schrijver van onder andere Watership down (Waterschapsheuvel). Tijdens de operatie was hij logistiek officier bij de 250th (Airborne) Light Company, Royal Army Service Corps, in de sea tail van de Britse 1e Luchtlandingsdivisie. Het boek en enkele karakters uit het boek zijn gebaseerd op collega's en ervaringen van zijn eenheid tijdens de slag om Arnhem.[37]
- Dirk Bogarde: Was tijdens Market Garden luitenant aan het hoofdkwartier van Montgomery. Zou uiteindelijk worden gepromoveerd tot majoor. Werd later acteur en speelde Frederick 'Boy' Browning in de film A Bridge Too Far over Operatie Market Garden.
- Peter Carington: Brits politicus, was onder andere minister van defensie (onder Edward Heath en Margaret Thatcher) en secretaris-generaal van de NAVO (van 1984 tot 1988). Het begrip carringtondoctrine is van hem afgeleid. Was ten tijde van Market Garden majoor bij de Grenadier Guards. Ontving na de oorlog het Military Cross voor zijn acties in Nijmegen, waaronder zijn deel in het bezet houden van de Waalbrug in Nijmegen.
- Walter Cronkite: Amerikaanse nieuwslezer. Hij is het meest bekend van zijn aankondiging van de dood van president Kennedy (1963) en zijn verslagen van verschillende maanlandingen. Hij was tijdens Operatie Market Garden, namens United Press, verbonden aan de 101e Luchtlandingsdivisie en landde in een zweefvliegtuig.
- Stanley Maxted: Brits journalist en later acteur. Speelde in een aantal speelfilms, waaronder Campbell's Kingdom (met bovengenoemde Dirk Bogarde) en in Theirs is the glory (over de Slag om Arnhem), als zichzelf. Was tijdens Market Garden reporter voor de BBC en was ingedeeld bij de 1e Luchtlandingsdivisie.
- Brian Urquhart: Inlichtingenofficier in de staf van generaal Browning en na de oorlog onder-secretaris-generaal van de Verenigde Naties. Hij waarschuwde generaal Browning voor de aanwezigheid van Duitse pantsereenheden rondom Arnhem, maar werd niet geloofd en op ziekteverlof gestuurd. In de film A Bridge Too Far werd hij gespeeld als majoor Fuller.

## Herdenkingen

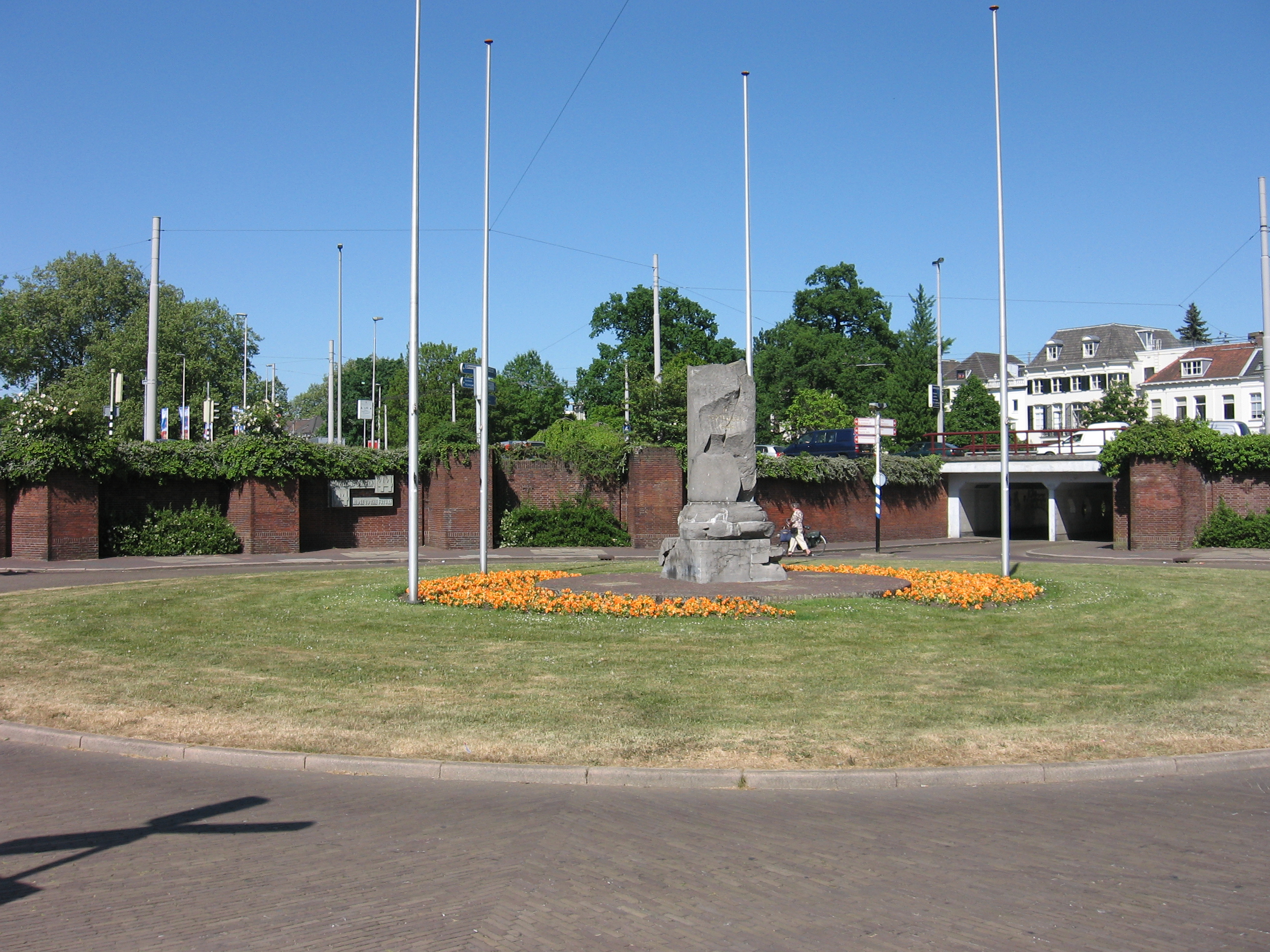
Airborneplein met gedenkteken

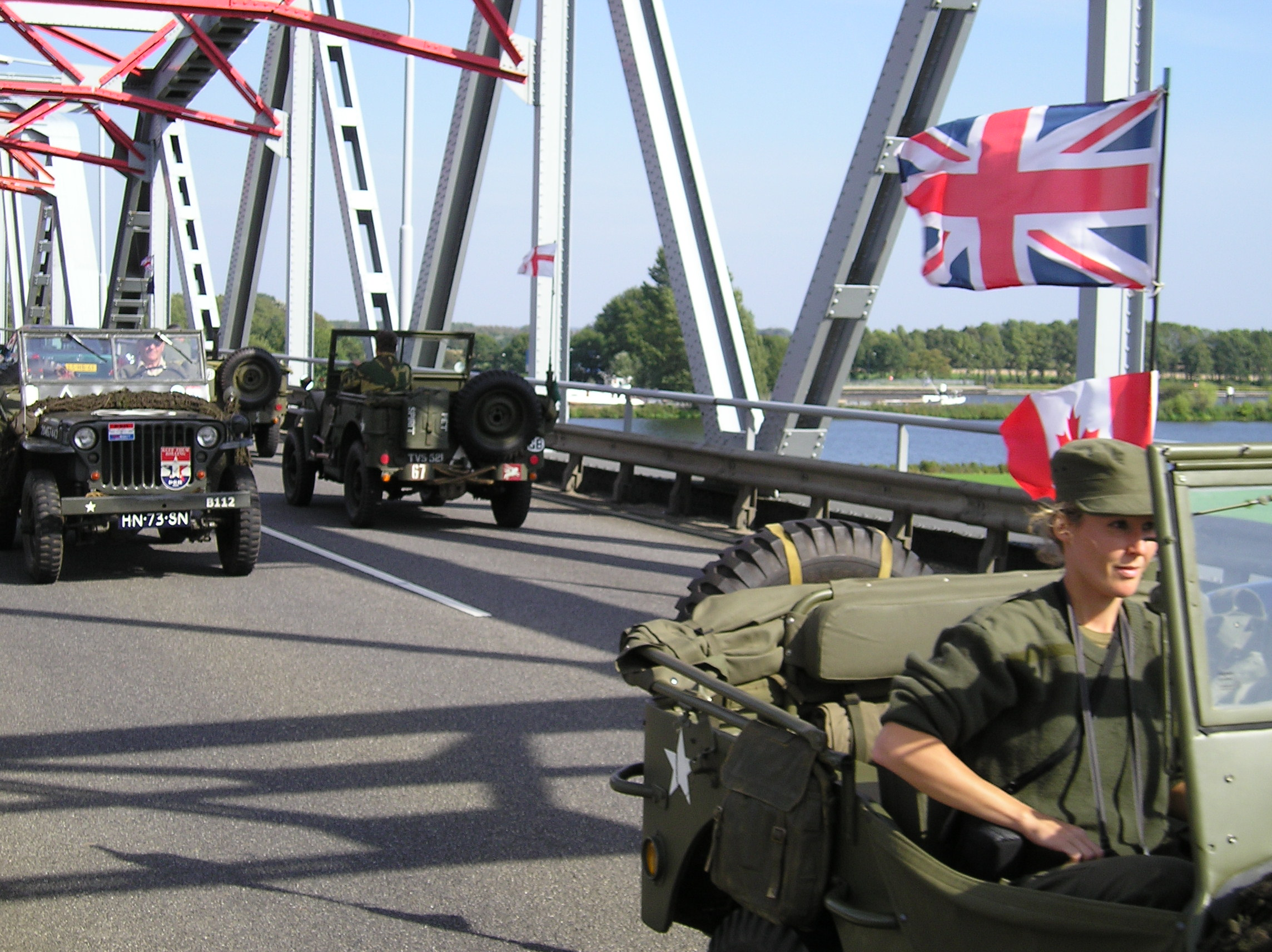
Herdenking Grave (John S. Thompsonbrug)

### Officiële herdenking Airborneplein
Tijdens de jaarlijkse herdenking bij het monument op het Airborneplein met een internationaal karakter worden alle geallieerden herdacht, die gesneuveld zijn bij hun pogingen om de brug over de Rijn (de John Frostbrug) te veroveren en te behouden in de periode 17-26 september 1944.

### Herdenking De Naald
Tijdens deze korte ceremonie en een kranslegging wordt door de gemeente Renkum bij monument De Naald, herdacht dat op 17 september 1944 de operatie Market-Garden is begonnen in de regio Arnhem/Oosterbeek/Ede.

### Herdenking Polenplein
Tijdens de jaarlijkse herdenking bij het polenmonument op het Polenplein in Driel wordt ieder jaar de Poolse bijdrage aan de Slag om Arnhem herdacht.

### Herdenking Begraafplaats
Op de begraafplaats in Oosterbeek liggen meer dan 1750 geallieerde militairen begraven, die gesneuveld zijn tijdens de Slag om Arnhem. Op de eerste zondag na 17 september worden zij met groot eerbetoon herdacht in het bijzijn van veteranen, hun familie en duizenden geïnteresseerden. Traditioneel leggen ‘bloemenkinderen’ – schoolkinderen uit de gemeente Renkum - bloemen bij de graven.

### Bridge to Liberation Experience
In 2014 werd er een multimediaspektakel met bekende artiesten in het kader van 70 jaar vrijheid georganiseerd aan de voet van de John Frostbrug, The Bridge to Liberation. Het herdenkingsconcert kon rekenen op duizenden belangstellenden. Direct na het concert besloot de gemeente Arnhem om dit jaarlijks in september te organiseren.

### Airborne Wandeltocht
De Airborne Wandeltocht is de grootste eendaagse wandeltocht ter wereld. Deze herdenkingstocht in het kader van de Slag om Arnhem 1944 vindt ieder jaar plaats op de eerste zaterdag in september te Oosterbeek en vormt de aftrap van de Airborne herdenkingen in de regio. Aan de wandeltocht doen ruim 32.000 wandelaars mee uit 17 verschillende landen.

### Luchtlandingen Ginkelse Heide
Jaarlijks vindt er op de Ginkelse Heide een dropping plaats ter nagedachtenis van de Slag om Arnhem. In 2006 hebben nog vijf oud-strijders met een tandemsprong en een bestuurbare parachute aan de dropping meegedaan. Daarnaast zijn er ook Engelse en Nederlandse parachutisten gesprongen met de traditionele modellen van de in 1944 gebruikte parachutes. Het Engelse type is niet en het Nederlandse beperkt bestuurbaar.

### Bridge to the Future Conferentie
Een jaarlijkse conferentie in de Eusebiuskerk in Arnhem waarbij verschillende inleiders vanuit hun eigen persoonlijke overtuiging en ervaring spreken over een oorlogs- of vluchtelingen thema.

### Airborne Freedom Run
De Airborne Freedom Run is hét hardloopevenement van Arnhem. Ieder jaar klinkt op de tweede zondag van september het startschot. Tot 2022 heette het evenement 'Bridge to Bridge'. Het parcours van de Airborne Freedom Run is uniek. De deelnemers lopen niet alleen door de binnenstad, maar ook door het roemruchtige gebied van de Slag om Arnhem. Er kan gekozen tussen verschillende afstanden op de weg of voor trailruns. 

### Airbornewedstrijd
Jaarlijks staat aan het einde van de maand september een van de thuiswedstrijden van SBV Vitesse in het teken van de Slag om Arnhem, waarbij Vitesse-supporters en de club de veteranen eren. Oud-strijders worden uitgenodigd om de wedstrijd te bekijken en voorafgaand aan het duel volgen sfeeracties met doeken en vlaggen; in de rust treden doedelzakspelers op. Zoals inmiddels traditie is, spelen de spelers van Vitesse tevens in een aangepast tenue in Airborne-stijl.

### Race to the bridge
Race to the bridge is een jaarlijkse herdenkingstocht van oude legervoertuigen vanaf Renkum door Doorwerth en Oosterbeek naar de Arnhemse John Frostbrug.

### Eindhovense Lichtjesroute
De jaarlijkse Lichtjesroute in Eindhoven, beginnend met de bevrijdingsoptocht op 18 september, is het 'gevolg' van de bevrijding van Eindhoven. Het doel van de lichtjesroute is het in stand houden van de herinnering aan de bevrijding van Eindhoven tijdens Operatie Market Garden.

### Liberation 040
Sinds 2018 vindt jaarlijks rond 18 september het bevrijdingsfestival Liberation 040 plaats. Dit festival heeft als doel om de bevrijding van Eindhoven tijdens Operatie Market Garden te herdenken en de vrijheid te vieren.

### Liberation Route Europe
De Liberation Route Europe is een route die de geallieerden volgden tijdens de bevrijding van Europa. De route loopt van Normandië via Arnhem over de Zuid-Veluwe richting Berlijn. In 2008 werd in Nederland begonnen met het zichtbaar maken van een deel van de Liberation Route Europe aan de hand van zogeheten luisterplekken. Per regio zijn speciale routes uitgezet voor wandelaars, fietsers en auto's en er zijn educatieve lespakketten beschikbaar.

## Media

### Boeken
- A Bridge Too Far (Cornelius Ryan, 1974)
- No Surrender at Arnhem (Robert Peatling, 2004)
- Arnhem: Nine Days of Battle (Chris Brown, 2014)
- De slag om Arnhem (Anthony Beevor, 2018)
- Arnhem 1944: The Airborne Battle (Martin Middlebrook, 1994)
- All Men Are Brothers - the Polish Roll of Honour, The Battle Of Arnhem, 1944 (Andries Hoekstra, 2005)

### Films
- Theirs Is the Glory is een in 1946 uitgebrachte Britse film, die gaat over de Britse deelname aan de Slag om Arnhem.
- A Bridge Too Far is een in 1977 uitgebrachte Amerikaanse film, geregisseerd door Richard Attenborough, die is gebaseerd op het gelijknamige boek van Cornelius Ryan.
- Band of Brothers is een in 2001 uitgekomen Amerikaanse miniserie. In de miniserie wordt in aflevering vier aandacht besteed aan Operatie Market Garden. De serie is gebaseerd op het gelijknamige boek.

### Documentaires
- De vergeten Polen in de slag om Arnhem is een documentaire uit 2005, geregisseerd door Geertjan Lassche, die gaat over de vaak vergeten rol die de Polen hadden tijdens Operatie Market Garden.

### Computerspellen
- Airborne Assault: Highway to the Reich
- Battlefield 1942
- Brothers in Arms: Hell's Highway
- Call of Duty: United Offensive
- Close Combat: A Bridge Too Far
- Company of Heroes: Opposing Fronts
- Medal of Honor: Airborne
- Medal of Honor: Frontline
- Post Scriptum – The Bloody Seventh
- R.U.S.E.
- Battlefield V

## Musea
- Airborne Museum
- Vrijheidsmuseum (voorheen Nationaal Bevrijdingsmuseum 1944-1945), in Groesbeek
- Betuws Oorlogsmuseum "The Island" 1944-1945, over de strijd in de Betuwe vanaf 18 september 1944 tot de bevrijding in april 1945
- Museum Bevrijdende Vleugels, een museum in Best gewijd aan Operatie Market Garden.
- Oorlogsmuseum Overloon, het grootste en oudste Oorlogsmuseum van Nederland.
- Oorlogsmuseum Niemandsland Gendt (Gelderland), over het verloop na Market Garden in de regio de Betuwe waar 198 dagen gevochten is.

Lommel ·
Son ·
Sint Oedenrode ·
Veghel ·
Grave ·
Heumen ·
Nijmegen: Waalbrug, Spoorbrug ·
Ravenstein ·
Arnhem